# 第三次ピーターズバーグの戦い

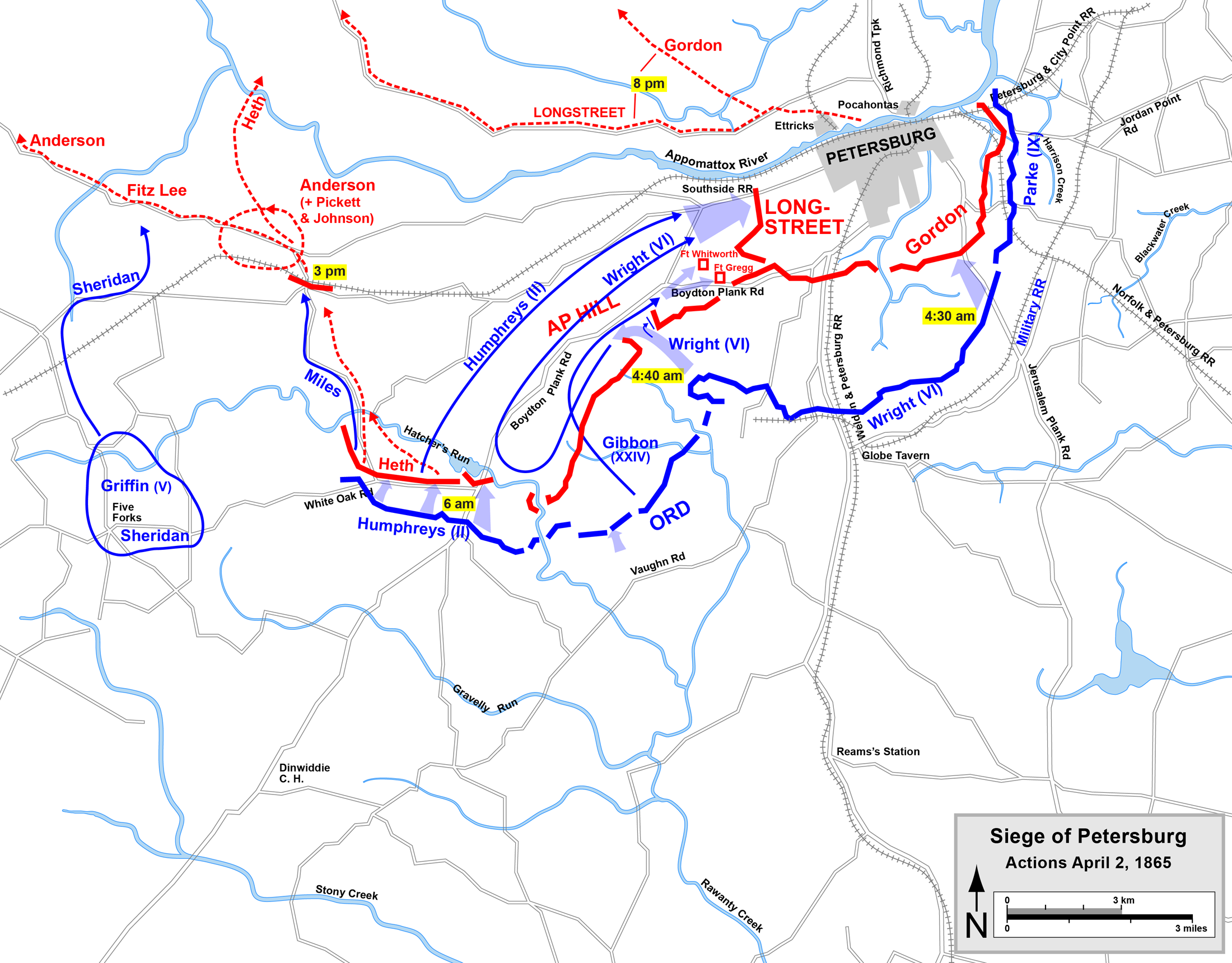
グラントのピーターズバーグ前線に対する攻撃と、リーの退却開始

第三次ピーターズバーグの戦い（だいさんじピーターズバーグのたたかい、英: Third Battle of Petersburg、またはピーターズバーグの突破、ピーターズバーグの陥落）は、南北戦争も最終盤となった1865年4月2日に、バージニア州ディンウィディ郡のピーターズバーグの南と南西で起きた戦闘である。この戦闘が292日に及んだリッチモンド・ピータースバーグ方面作戦（ピーターズバーグ包囲戦とも呼ばれる）を終わらせ、南北戦争を終戦に導くアポマトックス方面作戦の開始となった。ユリシーズ・グラント中将が全軍指揮する北軍（ポトマック軍、シェナンドー軍、ジェームズ軍）が、前日4月1日のファイブフォークスの戦いで勝利した後、ピーターズバーグの塹壕と防御工作物に籠るロバート・E・リー将軍の指揮する南軍北バージニア軍に強襲を掛けた。この戦闘の結果、南軍の右翼側面、背面、および残っていた供給線が露出あるいは遮断されることとなり、南軍守備兵も戦死、負傷、捕虜となって1万名以上を減らした。
ピーターズバーグでただでさえ厚みが無くなっていた南軍の防衛線は、それまでの北軍の動きによって極限まで伸ばされ、適切に守備兵を配置できる能力を超えるところまで伸び切っていた。さらに3月下旬に続いた戦闘によって脱走兵や損失を出していたことがこれに輪を掛けた。北軍は南軍の勢力をかなり上回っており、それがピーターズバーグの防衛線に強襲を掛けたが、南軍守備隊の最後の守りが北軍の突破を止めていた。その間にアメリカ連合国政府の要人、南軍に残っていた部隊の大半、さらには地元の守備隊と南軍海軍の人員が、4月2日から3日に掛けての夜に、ピーターズバーグと首都リッチモンドから脱出することができた。この日の戦闘で南軍の前線を支えてきたA・P・ヒル中将が戦死した。
1865年4月3日、北軍兵がリッチモンドとピーターズバーグの町を占領したが、北軍の大半は南軍北バージニア軍を追撃し、4月9日のアポマトックス・コートハウスの戦い後にリーの北バージニア軍を包囲し、降伏させた。

## 背景

### ピーターズバーグ包囲戦
オーバーランド方面作戦の終わりに、北軍ポトマック軍の2個軍団が感知されずに動いて、コールドハーバーを離れ、ピーターズバーグ市の郊外でジェームズ軍と合流したが、その後の1864年6月15日から18日、第二次ピーターズバーグの戦いで南軍の小勢の守備隊から市を奪うことができなかった。その結果、292日に及んだリッチモンド・ピータースバーグ方面作戦（ピーターズバーグ包囲戦）が始まった。その後、北軍の総司令官ユリシーズ・グラントは塹壕と消耗戦の作戦を遂行するしかなくなった。数的に劣勢な南軍を消耗させピーターズバーグとリッチモンドへの供給源と供給線を破壊または遮断し、防衛線を長くさせることで弱っていく南軍に限界まで守らせるようにすることだった。南軍はリッチモンド市とその南23マイル (37 km) にあるピーターズバーグという鉄道と供給線の中心で、防衛戦略を採用し、塹壕と野外の工作物を巧みに使うことによって、大部隊の敵に対して9か月以上も守り続けることができてきていた。
1865年2月5日から7日に起きたハッチャーズランの戦いの後、前線はさらに4マイル (6.4 km) 伸び、リーが新しい守備隊を入れた後はもう予備隊がほとんど無かった。リーはその軍隊でこれ以上防御を維持できないと考え、さらに戦争を継続するためには、その軍隊の一部あるいは全軍がリッチモンドとピーターズバーグを離れ、ダンビルあるいはおそらくリンチバーグで食料や物資を補給し、ノースカロライナ州で北軍ウィリアム・シャーマン少将の軍に対抗しているジョセフ・ジョンストン将軍の軍隊と合流しなければならないことが分かっていた。南軍が即座にシャーマン軍を破れなければ、グラント軍がシャーマン軍の残りと合流できる前に、グラント軍に対抗するために戻って来ることになるはずだった。リーは移動のための準備を始め、アメリカ連合国大統領のジェファーソン・デイヴィスと陸軍長官ジョン・ブレッキンリッジにその結論と作戦を知らせた。
リーはジェファーソン・デイヴィス大統領からリッチモンド守備を継続するよう圧力を受けており、また冬にどのような状況になるかもわからない中で、飼料も乏しい家畜でぬかるんだ道路を効率的に動くことはできない状況だったが、ジョン・ブラウン・ゴードン少将が提案したステッドマン砦を攻撃する部隊を出撃させるという作戦を検討し最後は承認した。その目指すところは、ピーターズバーグの東で北軍の前線を突破し、あるいは少なくともそこそこの損害を与える攻撃で地歩を獲得し、北軍の前線を短くさせるというものだった。これが成功すれば、リー軍は前線を短くでき、ジョンストン軍を支援するためにそこそこの援軍、あるいは全軍を送られる機会が得られるはずだった。
1865年3月25日夜明け前に、ゴードン隊がステッドマン砦を急襲して、砦と隣接する砲台3か所を占領し、500名を捕虜にし、さらに約500名を戦死または負傷させた。北軍はジョン・G・パーク少将指揮下の第9軍団が即座に反撃した。砦と砲台を取り返し、南軍を元の前線に押し返し、前進した哨戒線を布くことを諦めさせた。第9軍団は捕虜1,000名を含む約4,000名の損失を南軍に出させ、南軍はその補充が出来なかった。
3月25日午後のジョーンズ農園の戦いで、北軍第2軍団と第6軍団がアームストロング・ミル近くの南軍哨戒線を占領し、北軍前線の左端を約0.25マイル (400 m) 南軍の砦近くに延伸させた。このことで、北軍前線のこの部分を担当していた第6軍団を、南軍前線から約0.5マイル (800 m) 内のいつでも攻撃ができる位置に置いた。リーは、ステッドマン砦とジョーンズ農園で南軍が敗北した後、グラントが直ぐに南軍に残されたピーターズバーグへの供給線であるサウスサイド鉄道とボイドトン板張り道路の方向に動いて来て、恐らくはリッチモンドとピーターズバーグからの退路を遮断することになると理解した。

## アポマトックス方面作戦の開始

### グラントの命令
1865年3月24日、すなわち南軍がステッドマン砦を攻撃する前日、グラントは既に3月29日に始める攻勢の作戦を立てていた。その目標は南軍を開けた戦いの場に引き出すことであり、そうすれば南軍を打ち破り、その軍事的な有効性を破壊することができると考えた。そうならないとしても、南軍が防衛線を維持するならば、北軍は南軍がまだ支配している地域とピーターズバーグおよびリッチモンドとを繋ぐ道路と鉄道の供給と通信のルートを遮断できる可能性があった。ステッドマン砦の戦いの結果によって作戦を変えることは無かった。この攻撃で北軍は陣地を失ってはいないし、その前線を縮小することも必要ではなく、損失にしても軍全体に対する比率は小さかった。
グラントはエドワード・オード少将に、ジェームズ軍の一部をリッチモンドに近い前線から動かし、ピーターズバーグ前線の南西端にいるアンドリュー・A・ハンフリーズ少将の指揮する第2軍団が動いた後を埋めるよう命令した。その後第2軍団は西に動くこととした。これによって、ジョージ・ミード少将指揮下のポトマック軍のうち、2個軍団をリー軍の側面と鉄道供給線に対して攻勢に出せる余裕が生まれた。すなわち、ハンフリーズ少将の第2軍団とガバヌーア・ウォーレン少将の第5軍団がこれに該当した。グラントはこれらの歩兵2個軍団に加え、このときもシェナンドー軍のままだったフィリップ・シェリダン少将の騎兵軍団と共に西に動くよう命じた。シェリダン軍は、トマス・デビン准将の第1師団と、ジョージ・アームストロング・カスター准将（名誉少将）の第3師団で構成されていたが、どちらも非公式の軍団長としてウェズリー・メリット准将（名誉少将）の全体指揮下に置かれていた。さらにポトマック軍からこの任務のために派遣されたジョージ・クルック少将の第2師団が付いた。グラントの目標は同じままだったが、南軍を開けた場所での会戦に引き込んでこれを破ることはできそうにないと考えていた。

### リーの命令
リーは既に、その弱りつつある軍隊がピーターズバーグとリッチモンドの防衛を維持する能力について心配するようになっており、ステッドマン砦での敗北がグラントを勇気づけ、彼が計画していたような南軍の右側面と通信および輸送のルートに動きを起こさせることを認識していた。3月29日朝にはその前線の西端に幾らかの援軍を送る準備をしており、ジョージ・ピケット少将と騎兵指揮官フィッツヒュー・リー少将の指揮下に約10,600名の歩兵、騎兵、砲兵で構成する機動部隊の編成を始めた。この部隊は前線の端を超えて移動し、ディンウィディ郡ファイブフォークスの重要な道路交差点を守ることになるはずだった。その地点を北軍が取れば、南軍に残っている道路や鉄道に行くことが予測された。

### 北軍の動き
3月29日夜明け前、ウォーレンの第5軍団が北軍と南軍の前線の西に動き、一方シェリダンの騎兵隊が長く南寄りの経路を採ってディンウィディ・コートハウスに向かい、ハンフリーズの第2軍団がそれまでの北軍前線西端とウォーレン軍団の新しい陣地との間を埋めた。チャールズ・グリフィン准将（名誉少将）の第1師団が先導するウォーレンの軍団は、ジョシュア・チェンバレン准将が指揮する第1旅団が前衛となり、クエーカー道路を北に進んで、ボイドトン板張り道路と南軍に近いホワイトオーク道路前線との交差点に向かった。

### ルイス農園の戦い
チェンバレンの旅団はクエーカー道路を進んでルイス農園でロワンティ・クリークを渡り、南軍ヘンリー・A・ワイズ、ウィリアム・ヘンリー・ウォレス、ヤング・マーシャル・ムーディ各准将の旅団と遭遇した。これらの部隊は軍団長のリチャード・H・アンダーソン中将とその師団長であるブッシュロッド・ジョンソン少将が北軍の侵攻を止めるために送り出していた。押しつ押されつの戦闘が続き、その中でチェンバレンが負傷し、あやうく捕まるところだった。チェンバレンの旅団は大砲4門を持つ砲兵隊と、エドガー・M・グレゴリー大佐（名誉准将）とアルフレッド・L・ピアソン大佐（名誉准将）の旅団から派遣された連隊に補強された。ピアソンはこの戦闘で南軍をそのホワイトオーク道路前線まで押し返した功績で、後に（32年後に）名誉勲章を与えられた。この戦闘での損失は、北軍381名、南軍371名とほぼ同数だった。
この戦闘後、グリフィンの師団が動いて、クエーカー道路とボイドトン板張り道路との交差点を占領し、そこは南軍のホワイトオーク道路前線の端部に近かった。1865年3月29日午後5時ごろ、シェリダン軍の騎兵軍団が、抵抗されることもなくボイドトン板張り道路に沿ったディンウィディ・コートハウスを占領した。北軍はボイドトン板張り道路を2か所で遮断しており、南軍の前線に接近し、南軍の右翼側面に対しても、リーがピケットの機動部隊を守備に派遣したばかりのディンウィディ郡ファイブフォークスの重要な交差点に対しても大きな部隊を動かせる強力な位置にあった。北軍は、ファイブフォークスを占領できれば、ピーターズバーグとリッチモンドに繋がる南軍に残された2本の鉄道を攻撃できる地点にも近くなるはずだった。
グラントは、ルイス農園で南軍が攻撃を掛け続けられず、ホワイトオーク道路前線まで後退したことに勇気づけられ、シェリダンに与えた任務を、単に起こりそうな戦闘に対応すること、あるいは鉄道を襲撃し、南軍の前線を延伸させることだけでなく、攻勢の本隊になるように拡大修正した。

### ホワイトオーク道路の戦い
3月31日朝、リー将軍がそのホワイトオーク道路の前線を視察し、前日に前進していたロメイン・B・エアーズ准将の師団が保持する北軍左翼側面が「無防備」であることが分かった。北軍歩兵部隊とディンウィディ・コートハウス近くにいるシェリダンの最寄りの騎兵隊との間には広い隙間があることも分かった。リーはブッシュロッド・ジョンソン少将に、ヘンリー・A・ワイズ准将とマーティン・L・スタンセル大佐の旅団を、サミュエル・マクゴワンとエッパ・ハントン各准将の旅団で補強し、露出した北軍の前線を攻撃するよう命じた。スタンセル大佐は病気になっていたヤング・マーシャル・ムーディ准将の代役旅団長だった。
スタンセル、マクゴワンとハントンの旅団がエアーズの師団の大半を攻撃し、さらに戦闘が起こると素早くそれに加わって来たサミュエル・クロウフォード准将（名誉少将）の師団全軍も攻撃した。この緒戦で北軍は2個師団で5,000名以上いたが、この南軍3個旅団にグレイブリーランを越えて後退させられた。チャールズ・グリフィン准将（名誉少将）の師団と、チャールズ・S・ウェインライト大佐（名誉准将）の第5軍団砲兵隊が、南軍がグレイブリーランを渡る直前でその前進を止めさせた。第5軍団に接していたアンドリュー・A・ハンフリーズ少将の指揮する第2軍団が陽動行動を行い、ネルソン・マイルズ准将の2個旅団を前線に送り、南軍の左翼にいたワイズの旅団を急襲して猛攻によって押し返して、約100名を捕虜にした。
午後2時半、ジョシュア・チェンバレン隊が冷たく膨れ上がったグレイブリーランを渡り、その後をグリフィン師団の残り部隊が続き、さらにウォーレン軍団の再編成された部隊が続いた。チェンバレンの旅団は激しい銃火の下を、エドガー・M・グレゴリー大佐（名誉准将）の旅団と共に、ハントンの旅団に攻撃を掛け、ホワイトオーク道路の前線まで追い出した。これでチェンバレンとグレコリーの隊はホワイトオーク道路を越えることができた。南軍の残り部隊は側面を衝かれて圧倒されるのを避けるために後退するしかなかった。ウォーレンの軍団は、南軍の右側面の西でホワイトオーク道路を再度渡った所で戦闘を停止した。そこは南軍本隊前線の端部とファイブフォークスのピケット隊の間にあった。このことでアンダーソンとピケットの部隊間の直接通信線が遮断された。この戦闘での北軍の損失は（戦死、負傷、さらに大半が捕虜になったと見られる不明の総計）第5軍団の1,407名と第2軍団の461名であり、南軍の損失は約800名と推計された。

### ディンウィディ・コートハウスの戦い
1865年3月29日午後5時ごろ、シェリダン軍騎兵3個師団のうちのクルックとデビンが指揮する2個師団、総勢約9,000名が、抵抗されることもなくディンウィディ・コートハウスに入った。そこは南軍前線の端から西に約4マイル (6.4 km)、ファイブフォークスの重要な道路交差点から約6マイル (9.7 km) にあった。シェリダンは翌日ファイブフォークスを占領する作戦だった。その夜、南軍はロバート・E・リー将軍からの命令で、フィッツヒュー・リー少将がその騎兵師団をサザランド駅からファイブフォークスに移動させ、ピーターズバーグに至る南軍の最後に残った重要な鉄道供給線の利用を阻害する可能性がある、北軍のサウスサイド鉄道への予測される動きから守ることになった。フィッツヒュー・リーの師団は3月30日早朝にファイブフォークスに到着し、ディンウィディ・コートハウスに向かった。
3月30日、雨が降り続く中で、シェリダンはトマス・デビン准将師団の騎兵偵察部隊をファイブフォークス占領のために派遣させた。デビンの部隊は期せずしてフィッツヒュー・リーの騎兵師団の部隊と出逢い、小競り合いを行った。その夜、ジョージ・ピケット少将が歩兵5個旅団（ウィリアム・R・テリー、モンゴメリー・コース、ジョージ・H・ステュアート、マット・ランサム、ウィリアム・ヘンリー・ウォレス各准将の旅団）、総勢約6,000名の歩兵を率いてファイブフォークスに到着し、リーに命令されていたように全軍の指揮を執った。トマス・L・ロッサー少将とW・H・F・"ルーニー"・リー少将の騎兵師団がその夜遅くにファイブフォークスに到着した。フィッツヒュー・リーが騎兵隊の全体指揮官となり、トマス・T・マンフォード大佐を自分の指揮していた師団の指揮官とした。
雨は3月31日も降り続いた。シェリダンからの指示により、ウェズリー・メリット准将（名誉少将）が、デビン指揮下の2個旅団をファイブフォークスに送り、1個旅団はJ・ボアソーの農園で予備隊にしていた。シェリダンは、ジョージ・クルック少将師団の旅団あるいは分遣隊に、すぐ西にあるチェンバレンズ・ベッドと呼ばれる湿地のある水流の浅瀬2か所を守らせ、北軍の左側面が急襲されるのを防ぎ、主要道路を守ることにしていた。チャールズ・H・スミス大佐（名誉准将）の旅団が下馬し、スペンサー連発カービン銃で武装して、南側の浅瀬であるフィッツジェラルド・フォードで、フィッツヒュー・リー騎兵隊の攻撃を跳ね返した。午後2時頃、ピケット隊が北側の浅瀬であるダンス・フォードを渡河した。北軍はヘンリー・E・デイビース准将の旅団に属する小さな部隊がそこを守っていた。本隊はスミス隊の支援のためにそこを離れており、残して行った部隊がピケット隊に対抗するときには戻って来られなかった。
その日を通じて北軍の旅団と連隊が一連の遅延工作を行いながら戦ったが、最後はディンウィディ・コートハウスの方向への後退を強いられていった。アルフレッド・ギブス大佐（名誉准将）とジョン・アービン・グレッグ准将の旅団に、後にはスミス大佐の旅団も加わり、アダム道路とブルックス道路の交差点を、2，3時間も守っていた。一方、シェリダンはジョージ・アームストロング・カスター准将（名誉少将）に、その配下のアレクサンダー・C・M・ペニントン・ジュニア大佐とヘンリー・ケイプハート大佐の2個旅団を呼びつけさせていた。カスターは、その配下の旅団とスミスおよびギブスの旅団で、ディンウィディ・コートハウスの北約0.75マイル (1.2 km) に新たな防衛線を構築し、夜になって戦闘が終わるまで、ピケットとフィッツヒュー・リーの部隊からの攻撃に耐えさせた。暗くなった後に両軍は当初その陣地に留まり、互いに接近したままだった。南軍は翌朝にも攻撃を再開するつもりだった。
南軍はその損失について報告していない。歴史家のA・ウィルソン・グリーンは南軍の損失を騎兵360名、歩兵400名、合計750名とするのが最善の推計だと書いている。北軍士官の報告書は、幾らかの南軍兵が捕虜に取られたとも書かれている。シェリダン軍は戦死40名、負傷254名、不明60名、合計は354名の損失を出した。ピケット軍ではウィリアム・R・テリー将軍が行動不能になる負傷を負った。旅団長の地位はロバート・M・メイヨー大佐に置き換えられた。

### ファイブフォークスの戦い
決戦となったファイブフォークスの戦いは1865年4月1日、ピーターズバーグの南西、ディンウディ郡のファイブフォークスにある道路交差点の周辺で起こった。ファイブフォークスは南軍の残された補給線に導く重要な交差点だった。フィリップ・シェリダン少将の全軍指揮、歩兵第5軍団を指揮するガバヌーア・ウォーレン少将の下に歩兵、騎兵、砲兵を組み合わせた北軍のタスクフォースが、ジョージ・E・ピケット少将とフィッツヒュー・リー少将の騎兵軍団指揮の下に組み合わされた北バージニア軍タスクフォースを破った。北軍は南軍に1,000名以上の損失を出させ、少なくとも2,400名を捕虜に取って、重要なサイスサイド鉄道を支配するファイブフォークスを確保した。北軍の損失は戦死103名、負傷670名、不明57名で、合計830名だった。
3月31日の夜に北軍歩兵第5軍団が戦場に接近してきたので、ピケットは約6マイル (9.7 km) 後退し、ファイブフォークスのホワイトオーク道路、スコット道路、ディンウィディ・コートハウス道路（フォード道路の北側）の交差点の両側に半分ずつ跨った、全長1.75マイル (2.82 km) のそこそこに強化された前線まで退いた。リー将軍はその地点の戦略的重要さを考え、ピケットに何としてもファイブフォークスを守るよう命令した。
ファイブフォークスでは、4月1日午後1時頃に北軍の攻撃が始まり、シェリダンの騎兵隊が南軍前線の前面と右側面を攻撃した。それはトマス・デビン准将とジョージ・アームストロング・カーター准将（名誉少将）の師団からほとんど下馬した兵士の小火器によるものだった。南軍の胸壁の外側直ぐにある森に隠れた位置からの攻撃だった。この攻撃で南軍を釘づけにしている間に、第5軍団の歩兵の大半が、南軍の左側面に攻撃を集中した。
シェリダンは日中の太陽光がどの程度残っているか、また騎兵の弾薬が尽きかけているのではないかを心配しながら、歩兵部隊に午後4時15分頃に攻撃させた。ピケットとフィッツヒュー・リーは、その日のこんな遅い時間にシェリダンが攻撃をかけさせそうにはなく、またリー将軍が、北軍の歩兵部隊が攻撃するために動いてくれば援軍を送ってくれると考えたので、ホワイトオーク道路の主前線の北約1.5マイル (2.4 km) で魚のシャッドを焼いた遅い昼食を摂っていた。間を隔てた深く湿地のある森と、音響陰影効果のために、この2人の指揮官は近くで戦闘が始まった音を聞き損じていた。ピケットとリーは彼らの不在について次の位にある士官の誰にも指示を出しておらず、それらの部下は暫定的に任務にあたっていた。ピケットが戦場に到着したときには、その前線が崩壊しており、とても再編成できる状態ではなかった。
北軍の歩兵2個師団は情報が誤っており、また偵察も不足していたので、うまく南軍の左側面を攻撃できなかったが、その動きは偶然にも前線の端と後方から出現することで南軍の前線を取り囲む形になった。ロメイン・B・エアーズ准将の第1師団の攻撃だけで南軍主前線の左端にあった短い直角に曲げられた前線を圧倒した。シェリダン自身の指導力で兵士を鼓舞し、その標的に集中させることができた。チャールズ・グリフィン准将の師団が南軍左翼を通り過ぎていた状態から復帰し、修正されていた南軍の防御線を包囲することに貢献した。サミュエル・W・クロウフォード准将（名誉少将）の師団が主戦場の北を横切ったがフォードの教会道路を閉鎖してからファイブフォークスに殺到し、南軍歩兵部隊の最後の抵抗線を崩壊させることに貢献した。北軍の騎兵部隊はあまり成功していなかった。南軍の騎兵隊を押し返していたが、その大半は逃亡した。南軍の歩兵部隊の多くが戦死・負傷あるいは捕獲されたのとは対照的だった。
北軍のウォーレン少将は実際の速度に欠けていたこと、熱心さや指導力が無かったことと、シェリダンとの間に過去の蟠りや個人的な紛争があったこともあって、この戦闘を終わらせることになる最後の英雄的な突撃を自ら率いたにも拘わらず、戦闘が勝利で終わった時に、シェリダンはウォーレンを不当にも第5軍団長から解任した。この戦闘が終わった時に、北軍はファイブフォークスとサウスサイド鉄道に通る道路を確保した。

## ファイブフォークスの戦いの後

### 4月1日: ピーターズバーグでのリーの行動
4月1日朝、ロバート・E・リーはジェファーソン・デイヴィスに手紙を送り、北軍が前線をディンウィディ・コートハウスまで延伸したことと、このために騎兵の飼料が配達されているストーニークリーク駅への道が遮断されたことを伝えた。リーは、シェリダンがサウスサイド鉄道とリッチモンド・アンド・ダンビル鉄道を遮断できる位置におり、「直ぐにでもジェームズ川沿いの陣地を明け渡す」ことを検討しなければならない、と付け加えた。リーは即座に大砲7門をリッチモンドからピーターズバーグに移させた。A・P・ヒルはこのとき病気休暇にあり快復していなかったが、状況を見て任務に復帰した。
南軍の偵察隊が、ジェームズ軍の少なくとも第24軍団はまだピーターズバーグの前線にいることを確認した。4月1日朝、リーはリッチモンドの前線を担当するジェイムズ・ロングストリートにも電報を送り、攻撃に向かうか、あるいはその軍団の一部をピーターズバーグの前線の補強に送っても良いと提案した。
リーはその後、ホワイトオーク道路前線の端にあるリチャード・H・アンダーソン中将の指揮所に行って、対面に居た北軍が西のピケットの陣地の方に移動していたことが分かった。アンダーソンの作戦本部に居るうちに、ロングストリートからの返信を受け取り、それには自隊が起こそうとする攻勢も北軍の砲艦に止められる可能性があるので、ピーターズバーグに部隊を送るべきだと考えていると記されていた。
4月1日夜の戦闘の後に、フィッツヒュー・リーがロバート・E・リーに、ファイブフォークスでの敗北と、フォード道路とサウスサイド鉄道との交差点に近いチャーチの渡し場から潰走したことを伝えた。そこではルーニー・リーとトマス・ロッサーの残された部隊がフィッツヒュー・リーの部隊に合流していた。リーはアンダーソンにブッシュロッド・ジョンソンとその歩兵部隊を付けて、ピケットが部隊を再編しサウスサイド鉄道を保持するのを支援させた。アンダーソンは小部隊を後に残して前線を保持させ、バージェスミルを離れて、午後6時半頃にフィッツヒュー・リーの部隊に合流した。アンダーソン隊は4月2日午前2時頃に到着した。リー将軍がこの援軍を西に送った意図はサザランド駅でサウスサイド鉄道を守らせることであり、ピーターズバーグに行くための路線として鉄道を守ることだった。アンダーソンの部隊には、ブッシュロッド・ジョンソン師団の3個旅団、ピケット支配下のエッパ・ハントン准将の旅団、ファイブフォークスに行ったピケットのタスクフォースの残り部隊が含まれていた。ホワイトオーク道路のクレイボーン道路とバージェスミルの間で、その端部に残る守備隊は、A・P・ヒルの軍団からサミュエル・マクゴワン、ウィリアム・マクレイ、アルフレッド・M・スケイルズ、ジョン・R・クック各准将の旅団だった。
リーはリッチモンドの部隊にピーターズバーグまで来て、差し迫っていると考える北軍の攻撃に対する守りを支援させるよう命令も出していた。リーはロングストリートにチャールズ・W・フィールド少将の師団と共にピーターズバーグの防衛のために移動するよう命令した。またウィリアム・マホーン少将にはナサニエル・ハリス准将の旅団をバミューダ・ハンドレッドの前線からピーターズバーグに送るよう命令した。

### ポーターが勝利を報告; グラントが総攻撃を命令
ファイブフォークスの戦いが終わったとき、グラントの副官かつ戦闘の監視者だったホレス・ポーター大佐が、午後7時半頃にグラントの作戦本部に戻り始めた。ポーターは興奮してグラントに勝利を報告し、5,000名以上の捕虜を取ったと告げた。ファイブフォークスでの勝利は北軍にとってサウスサイド鉄道への道が開けたことだった。午後8時ごろにグラントが勝利を知るやいなや、ミード少将に、南軍がピーターズバーグから脱出するのを防ぎ、シェリダンの軍を集結させるために、ハンフリーズとパーク各少将に南軍前線に対する圧力を掛ける準備をさせるよう命じた。グラントは本部にいた士官達に前線全体に沿った総攻撃を命じたと告げていた。
ミードはグラントに、午前4時の前線全体への攻撃をグラントが命じていたのでその確認を求めた。グラントは、その夜にハンフリーズとパーク両人が圧力を掛ける機会を感じ取るべきであること、南軍がその陣地を離れるならば、ハンフリーズが散兵を送って攻撃を掛けさせるべきことを伝えた。南軍がその前線を守るならば、ハンフリーズがマイルスの師団にホワイトオーク道路を下らせてシェリダンの支援に向かわせるとも言った。ハンフリーズ軍団のマイルスとガーショム・モット准将（名誉少将）の師団が直ぐに攻撃を始めたが、南軍の大砲が砲撃を始めたので、南軍の哨戒兵を駆逐する以上のことはできなかった。マイルス師団が真夜中の直前にシェリダンのもとに送られたが、モットとウィリアム・ヘイズ准将の師団は、南軍前線の探りを続けた。
グラントはホレイショ・ライト少将、ジョン・パーク少将、エドワード・オード少将（実際の指揮はジョン・ギボン）に南軍前線への砲撃開始を指示していた。これら師団長やオードはグラントに、その夜は敵の防衛線が良く見えないので攻撃できないと報告していた。

### グラントがシェリダンのもとにマイルス師団を派遣; シェリダンの作戦
4月1日夜、北軍第5軍団の2個師団がホワイトオーク道路を越えたグレイブリーラン教会近くに宿営し、3番目の師団はフォード道路近くに宿営した。シェリダンの騎兵師団はファイブフォークスに近いギリアム農園で宿営し、ジェームズ軍からシェリダンのために派遣されていたラナルド・S・マッケンジー准将の騎兵隊は、ハッチャーズランを渡ったフォード道路近くで宿営した。アンドリュー・ハンフリーズの第2軍団からきたネルソン・マイルズの師団がその夜遅くにシェリダンの軍に合流した。
グラントは4月1日遅くにシェリダンに伝言を送り、マイルスの師団を送ることと、午前4時にピーターズバーグの前線に沿った攻撃を計画していると伝えた。グラントはシェリダンに具体的な指示を与えないが、「サウスサイド鉄道の線路1マイルを剥がさないまでも、貴方が何かをしてくれる」ものと考えていることを伝えた。シェリダンは午前12時半にホワイトオーク道路とそこから北のピーターズバーグまで全て支配下におく作戦であると返答した。サウスサイド鉄道に向けて部隊を送らなかったが、ホワイトオーク道路前線の側面に対して動いた。

## 第三次ピーターズバーグの戦い

### 砲撃戦
グラントが4月1日午後10時に命じていたように、4月2日午前2時までに北軍の砲兵隊がピーターズバーグ前線で向かい合う南軍への150門の大砲での砲撃を始めた。南軍はその夜に前線を放棄してはおらず、北軍の総攻撃が午前4時半頃に始まった。

### 攻撃の作戦
アンドリュー・ハンフリーズ少将の第2軍団、ホレイショ・ライト少将の第6軍団、ジョン・パーク少将の第9軍団、エドワード・オード少将のジェームズ軍、さらにジョン・ギボン少将の第24軍団は、1865年4月2日午前4時に3日間の攻撃を計画していた。グラントはそれら軍団の正面にある塹壕と防御工作物を奪い、ピーターズバーグに向かうよう指示した。シェリダン将軍は夜明けに動き出し、ホワイトオーク道路を進んで北のピーターズバーグに進むよう指示されており、シェリダン自身もそうするつもりであることをグラントに伝えていた。
オードとライトに対抗するのはジョセフ・R・デイビス准将の旅団であり、アンドリュー・M・ネルソン、ウィリアム・マコーム、ジェイムズ・H・レイン、エドワード・L・トーマス各大佐が旅団長だった。これらはA・P・ヒル中将軍団のカドマス・M・ウィルコックス少将の師団に属していた。パークの軍団に対抗するのはジョン・B・ゴードン少将の軍団、約7,600名だった。

### 第6軍団の突破、ボイドトン板張り道路前線

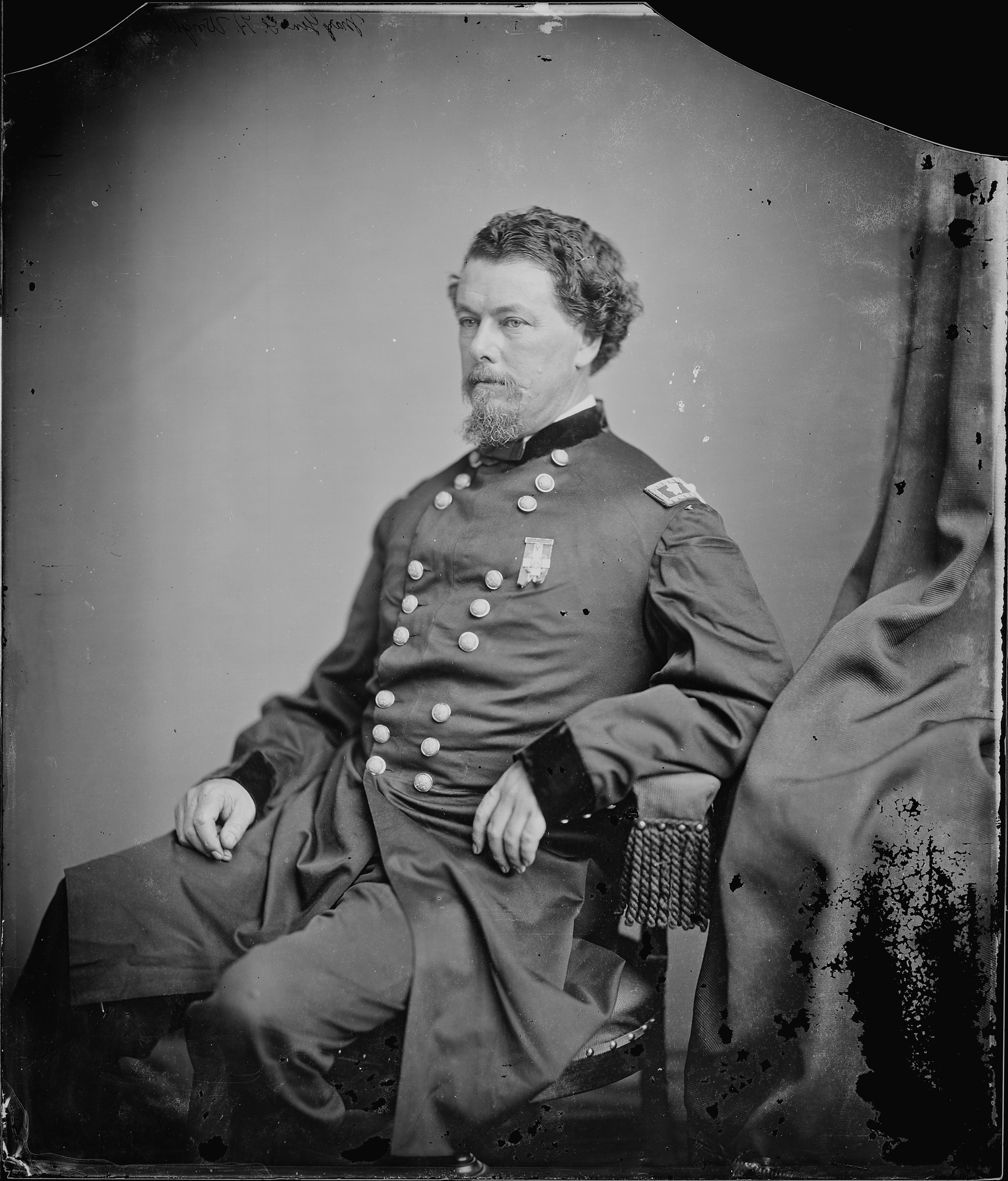
ホレイショ・ライト少将

ライトはその前の2日間注意深く計画していた後で、その前線の左端、北軍のフィッシャー砦とウェルチ砦の対面にあるジョーンズの家から南軍の前線に対する攻撃を選んだ。両軍の前線の間にある土地は樹木が無く、ライトの前線の左端近くに湿地がいくらかある他は天然の障害もほとんど無かった。攻撃をかける点の右手には浸水した土地があり、リード・ワークスの近くは強固な防御工作があった。南軍はこの前線に沿って数百ヤード毎に砲台を備えていた。3月25日におきたジョーンズ農園の戦いで南軍の哨戒線を捕獲していたので、第6軍団は南軍主前線に十分近くおり、防衛線まで2,500ヤード (2,300 m) を援護されて接近すれば成功する可能性があった。
ジョーンズ農園の戦い後、北軍前線の前進した陣地からジョージ・W・ゲティ准将（名誉少将）師団のルイス・A・グラント准将（名誉少将）が、南軍前線を切断している谷を発見していた。前線にある開口部、荷車のために壕に敷かれた板張り道路、さらに兵士が通れるような障害物に何本か杭がなくなっている所にも気付いた。攻撃を始める時になると、グラントのバーモント第1旅団が谷の右手に進み、他の部隊がその旅団の位置で誘導された。
その攻撃の間、北軍の砦や塹壕には小さな守備隊しか残されていなかった。ライトは約14,000名の攻撃部隊を持っており、それが約1マイル (1.6 km) の前線に配された約2,800名の守備兵に襲い掛かった。北軍の哨戒線の背後で集中攻撃の隊形を作り、ライトの全軍団が幅1マイルの楔形を形成した。ゲティ准将の第2師団が中央正面に、他の2個旅団より前に出ており、フランク・ウィートン准将（名誉少将）の第1師団が右翼後方、トルーマン・シーモア准将の第3師団が左翼後方に就いた。密な隊形ではあったが、旅団の間には十分な隙間を明け、各旅団の前線は少なくとも50ペース (38 m) は間を明けて置いた。
北軍の攻撃部隊は暗闇の中で、南軍の哨戒線からは約600ヤード (550 m)、主前線からは600ヤード (550 m) の位置に集められた。夜の闇のために視界が悪かったが、守備兵は敵軍の動きによって警告され、北軍の集合地域に手あたり次第発砲し始めた。北軍に幾らか損失が出た。その中ではルイス・グラント准将が頭部に重傷を受け、連隊指揮をアマサ・S・トレイシー中佐に渡すしかなくなった。トマス・W・ハイド大佐の旅団では2人の連隊長が致命傷を負った。南軍が銃撃を始めたが、北軍は計画した攻撃を諦めないために反撃することは許されなかった。ゲティの隊は攻撃前の4時間近く、冷たい土の上に腹ばいになっていなければならなかった。シーモアの師団は、北軍の前進基地からの銃撃で徴発された南軍哨戒兵からの射撃で厳しく攻撃された。

#### ゲティの攻撃
午前4時の視界は限られていたので、北軍の攻撃は午前4時40分にフィッシャー砦からの大砲の砲撃を合図に始まった。負傷したルイス・グラントに代わって指揮を執ったアマサ大佐のバーモント第1旅団が攻撃を先導した。工兵が前線に立って逆茂木などの障害物を解体していった。砲兵も攻撃部隊に付いて行って、捕獲した大砲を南軍の方向に向け変えた。4門の大砲を持った砲兵大隊が各師団に割り当てられ、他に2門が予備に置かれ、さらに3門が北軍の砦に残された。狙撃兵も攻撃部隊と共に配された。第9軍団の前線に沿って既に始まっていた砲撃に拠ってフィッシャー砦からの合図の砲撃を聞き逃した士官もいた。参謀の1人がトレイシー大佐のバーモント第1旅団が攻撃を始めるよう合図するしかなかった。攻撃が仄明るい中で始まったので、兵士達は自分の中隊のいる範囲以上は見えていなかった。
攻撃部隊の前にある南軍の前線は、ジェイムズ・H・レイン准将のノースカロライナ旅団が守っており、サミュエル・マクゴワン准将のサウスカロライナ旅団から狙撃兵が哨戒線に陣取っていた。レイン隊の左にはエドワード・L・トーマス准将のジョージア旅団、ウィリアム・マクレイ准将のノースカロライナ旅団の一部が右手に配置されていた。アンドリュー・M・ネルソン大佐のミシシッピ旅団、サミュエル・マクゴワン准将のサウスカロライナ旅団、ウィリアム・マコーム准将のメリーランドとテネシーの旅団、マクレイ旅団の他の連隊が、インディアンタウン・クリークとバージェスミルの間にある延長6マイル (9.7 km) の土盛り工作物の各所に配されていた。
南軍の哨戒線が直ぐに北軍の攻撃部隊に圧倒された。南軍の主要防衛部隊と砲台から激しい砲火が放たれたが、守備隊が放った当初の砲弾の大半はあまりに遠くを狙いすぎていたので、南軍の砲手が直ぐに射程を調整した。バーモント旅団が、正確さを増した銃砲撃の下で行き詰まり始めた。バーモント第4歩兵連隊の兵士の証言では、半数が後方に下がり、他の者は射撃壕で停まったと言っていたが、バーモント旅団のメリット・バーバー大尉は、多くが勇気を奮い起こし前に飛び出して行ったと言っていた。南軍の主前線には工兵が切り開いた開口部を通して、また南軍が前線に出るために残していた開口部を通して到達した。北軍の多くの兵士が工兵より前に障害物に到達し、素手でその障害物を剥がし、あるいは抜けて通られる小さな穴を見つけた。北軍の損失の多くは、兵士が射撃壕と障害物の間の地面を横切っているときに生じたものだった。
バーモント旅団は障害物に対応する必要があったので隊を乱されてはいたが、南軍守備陣に殺到し、多くの守備兵、恐らくはノースカロライナ第18歩兵連隊と同第37歩兵連隊の兵士を降伏させた。
南軍の守備陣を最初に越えた北軍兵は、ゲティ師団バーモント旅団バーモント第5歩兵連隊のチャールズ・G・グールド大尉であり、谷を通って本隊の左手に移動し、南軍の哨戒道路を下り、他の3人の兵士とともに板張りの橋を越えた。グールドの後をプラット中尉と約50名の兵士が続いた。グールドは銃剣と刀で頭の2か所など3つの重傷を負ったが、彼を狙ったライフル銃弾は不発だった。グールドはその傷を受けても生き残り、ヘンリー・H・レクター伍長が胸壁を越えて後方に担ぎ出した。グールドは後に名誉勲章を授与された。グールドの救出から間もなく、バーモント第5歩兵連隊のプラット中尉と他の者達が砲台を占領した。旗手のジャクソン・サージェント軍曹が胸壁の上に州旗を立て、その後に続いてネルソン・E・カール伍長が国旗を立てた。歩兵に続いて、ウィリアム・A・ハーン大尉のニューヨーク第3独立大隊が捕獲した工作物に入り、数分の内に近くにあった南軍の大砲を使えなくした。谷の右手ではバーモント旅団本隊の攻撃が直ぐに南軍工作物の裂け目を広げていた。
バーモント旅団が北軍攻撃の左側面で南軍の前線を破壊している間に、その右手ではトマス・W・ハイドの旅団が暗闇の中で混乱していた。最終的に攻撃を続けて砦に到達した兵士が工作物に飛び込み、南軍の前線を破った。ハイド旅団の右手ではジェイムズ・M・ワーナー大佐（名誉准将）の旅団の先導連隊であるペンシルベニア第102歩兵連隊が、射撃壕を占領した後で、暗闇と湿地の中で方向を見失っていた。トレイシー大佐とハイド大佐の兵士が南軍前線を破った直後に、ジェイムズ・マクレガー少佐のペンシルベニア第139歩兵連隊がペンシルベニア第102歩兵連隊との隙間を埋め、その部隊のペンシルベニア第93歩兵連隊の兵士と共に前進した。ジェイムズ・A・ウェストン少佐は後に、そのノースカロライナ第33歩兵連隊が単なる散兵線に変わってしまい、単純に勢力だけで打ち負かされたと記した。ただし、マクレガーは、ペンシルベニア部隊が南軍の前線に到達した時に、南軍は降伏することを喜んでいるように見えたと記した。この戦闘で、レインの旅団の半数がゲティの師団に負かされた。

#### ウィートンの攻撃
ウィートンの師団は、スペンサー連発ライフル銃を装備したマサチューセッツ第37歩兵連隊から工兵と散兵75名が先導した。オリバー・エドワーズ大佐（名誉准将）の旅団が左翼で、ウォーレンの旅団の隣だった。厚くしっかりと構築された逆茂木や尖った柱のためにウィートン師団の歩みは鈍かった。このマサチューセッツ部隊の狙撃兵が南軍の銃撃を抑え込んで、工兵が障害物の間に隙間を明けることを助けた。エドワーズ隊が逆茂木を過ぎた所で3門の大砲がある壕で守られた砲台を発見したが、ウィスコンシン第5歩兵連隊とマサチューセッツ第37歩兵連隊の兵士達がその土盛り工作物に昇って行った。
エドワーズの第2戦列で、エリシャ・ハント・ローズ中佐が自隊であるロードアイランド第2志願歩兵連隊を率いて側面の荷車道に回り、戦列を立て直して南軍の前線に入ることができた。射撃壕にいた哨戒兵が即座に降伏した。ローズは4門の大砲を左手に、2門を右手に向け変えた。ローズと数人の兵士が前方に走って、レインとトーマスの部隊が発砲していたので、前線の前にある溝に飛び込んだ。北軍兵は直ぐに土盛り工作物の外側斜面をよじ登って、南軍兵が弾を込めて発砲できる前にその頂面に出たので、南軍兵は殺到するロードアイランド兵の前に後退させられた。フランク・S・ハリデイ中尉とウィリアム・レイルトン伍長が捕獲した大砲2門の1つを使って発砲したことで、南軍の反撃を封じた。
ローズはその連隊を再編し、ボイドトン板張り道路を渡った所でさらなる命令を待った。ローズは土盛り工作物の所まで戻り、ペンシルベニア第82歩兵連隊と共に、他の旅団の前進を支援した。その回り込みの操作で、ウィートンの別の旅団に攻撃されていた前線の部分を占領することに貢献した。それでも、ウィリアム・ペンローズ大佐のニュージャージー旅団は、南軍哨戒兵の必死の攻撃によって後退させられ、4個連隊の全てが混在させられることになった。ペンローズ隊が南軍土盛り工作物の前にある壕で集中攻撃を行った後、障害物の上に殺到して、頑強なノースカロライナ守備隊を降伏させた。
ペンローズの旅団の右手では、ジョセフ・ハンブリン大佐（名誉准将）の旅団が、南軍の前線に到達するまでに最長の距離を進んでいた。そこはエドワード・L・トーマス准将のジョージア旅団が守っていた。この
攻撃はペンシルベニア第49歩兵連隊に属するジェイムズ・T・ステュアート大尉が率いるスペンサー連発ライフル銃を装備した狙撃兵によって援護された。この旅団は拒馬の線とさらに逆茂木の線を通過する必要があった。ハンブリンの旅団はウィートン師団の他の旅団とは異なり、守備隊に打ち勝つために白兵戦を行う必要も無かった。守備兵の多くは既に占領されていた隣接する南軍塹壕にいる北軍兵から側面の射撃を受けて後退していた。ハンブリン隊のいくらかは北のサウスサイド鉄道に向かったが、多くは右に転じてピーターズバーグの方向に進んだ。ウィートンの前衛部隊は、ロードアイランド第1軽装砲兵隊H大隊の一部が行った大砲の向きを変えるという重要な工作によって支援されていた。

#### シーモアの攻撃
第6軍団体系の中で左翼はトルーマン・シーモアの師団であり、J・ウォーレン・キーファー中佐の旅団が先導し、マクレイのノースカロライナ旅団を蹴散らした。キーファーはその先導連隊に対して、北軍兵が既に見つけていた障害物にある開口部を通って進むよう指示していた。キーファーの前衛部隊が弾込めしていないライフル銃を持って南軍哨戒部隊を駆逐し、主前線の前にある逆茂木の方向に進んだ。逆茂木を破った後は、キーファー隊がその破片となった木材を使って工作物正面の壕の上に橋を架け、キーファーの連隊が素早くノースカロライナ第28歩兵連隊を圧倒して、大砲10門を捕獲し、数多くの兵士を捕虜にし、連隊旗3本とヘンリ・ヘス少将の作戦本部旗を捕獲した。
ウィリアム・S・トルークス大佐がシーモア師団の残り部隊を率い、ノースカロライナ第11歩兵連隊と同第52歩兵連隊と対抗し、さらに第6軍団の最左翼にあった大砲6門の砲台に向かった。北軍兵は前進中に激しい銃撃に遭い、5個連隊全てが暗闇に近い中を進んでいる内に混ざり合うようになったが、南軍の哨戒兵が本前線の方向に逃げ始めたときも南軍は銃撃を続けた。数的に劣勢なノースカロライナ兵はバーモント第10歩兵連隊が先導する北軍に圧倒された。シーモアの攻撃はロードアイランド第1軽装砲兵隊G大隊の一部とニューヨーク第3独立大隊の大きな援護を得ていた。
激しい戦闘が30分間続いた後、南軍の前線が崩壊し、ハンフリーズの第6軍団の突破が決定的になった。第6軍団が前に殺到したので、幾らかの兵士はボイドトン板張り道路を渡るまで進み、約1マイル (1.6 km) 離れたサウスサイド鉄道にも達した。

### A・P・ヒルの戦死

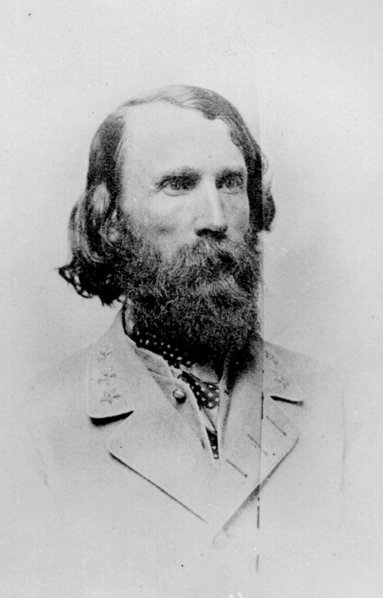
A・P・ヒル中将

最初に突破した後は、ライトの第6軍団の幾らかはぐれた兵士が真っ直ぐサウスサイド鉄道の方向に進む一方で、軍団の多くは左に振れた。A・P・ヒルとロバート・E・リーは二人とも前線が突破されてから間もなくそれを知っていた。午前5時半頃、ヒルは2人の従卒と1人の副官ジョージ・W・タッカー軍曹と共に馬でリーに会いに出かけた。ヒルはリーと会った後に、即座にその馬に跨り、リーの参謀であり前線の状況を見るために送り出されたチャールズ・S・ベナブル大佐、タッカー軍曹、兵卒のウィリアム・H・ジェンキンスと共に進んで行った。ヒルはボイドトンの前線まで馬で行って、その防衛部隊を組織するつもりだった。
この一隊が進むうちに、別の伝令であるパーシー・G・ホーズが加わったが、ジェンキンスは北軍兵捕虜2名を連れてリーの作戦本部に送り返された。ヒルの隊員は状況が次第に危険になって来るように見えたので、それ以上前進を続けることについて警告を始めていた。ヒルは、ヘンリー・ヒースの作戦本部に到着するまで、森が自分たちを遮蔽してくれると言っていた。彼らがリッチモンドの前線から到着したウィリアム・T・ポーグ中佐の砲兵隊に接触できる位置まで来たとき、ヒルはエッジヒルにあるリーの作戦本部を守るようベナブルとポーグに命令した。ベナブルの要請でホーズが同行したので、タッカー軍曹とヒルだけが残された。
ボイドトン板張り道路の西では、ペンシルベニア第138歩兵連隊からはぐれた兵士2名、ジョン・W・モーク大佐と兵卒のダニエル・ウォルフォードが、ボイドトン板張り道路に並行する森の中の道を馬で進んでいるヒルとタッカーを偶然目撃した。ヒルはこの2人の降伏を要求したが、北軍兵はヒルに狙いを定めて発砲し、殺した。タッカーは逃亡し、リーの所に戻って、ヒルの戦死を報告した。

### 第6軍団がヒースの師団を崩壊させ、第24軍団が支援した
ジョン・ギボン少将のジェームズ軍第24軍団は、第6軍団の左手でボイドトン板張り道路を越えた南東にある南軍主前線を強襲することで、突破口を広げることができなかった。地面があまりにぬかるみ、湿気ていたので横切ることが出来なかったからだった。グラントはオード少将に、第24軍団にはその代わりに第6軍団の後ろについて行かせて、突破口を利用するよう命じた。オードはロバート・S・フォスター准将の師団全軍と、第24軍団ジョン・W・ターナー准将師団から2個旅団の大半を、ライトの軍団の後に付かせ、予備隊だった第25軍団ウィリアム・バーニー准将師団はそのまま予備隊にしておいた。ターナー師団のトマス・M・ハリス准将の旅団は、守備隊が脱出した後で、ライトの突破口の南西にある南軍前線の一部を占領した。
ジョセフ・ハンブリン大佐（名誉准将）の旅団にはペンシルベニア第119歩兵連隊とニューヨーク第65志願歩兵連隊を含み、スペンサー連発ライフル銃を装備したペンシルベニア第49歩兵連隊に遮蔽されながら、右手の北に前進した。これらの連隊は、南軍エドワード・L・トーマス准将のジョージア旅団をピーターズバーグの内側防衛線の方向に押し込んだ。ライトは捕獲した前線を守るためにハンブリンの旅団を残し、軍団の残り部隊の大半を再編して、南に進んだ。
ポトマック軍指揮官ジョージ・ミード少将は、前線を突破した後にライト少将の行動を支配するような具体的命令を出していなかった。他の師団の動きによって展開される状況に随うように伝えただけだった。ライトは突破達成後に、その突破中にばらばらにされていた軍団を再編する必要があった。ある者はボイドトン板張り道路を過ぎてサウスサイド鉄道まで進んでおり、そこで小さな輜重隊を見つけて燃やし、電信線を切断し、線路も幾らか剥がすことまでやった。幾つかの連隊は南軍の工作物で停止して捕虜を集めた一方、方向を失った者の多くが前進を続け、第6軍団の多くの兵士がボイドトン板張り道路かその近くで集合した。
ライトとその士官達は7個旅団に命令を与え、この軍団の大半を左に向けて、南軍前線の南西で約1,600名の兵力でまだ頑張っていたヘンリー・ヒース少将の師団に対応させることにした。ライトの7個旅団は南軍の側面と後方に居た位置からボイドトン板張り道路まで戦列を形成し、ヒース隊に向かった。
南軍ウィリアム・マコーム准将の旅団は北西に面しており、ボイドトン板張り道路の前線の右手に、ライトの旅団の脅威が迫った。第6軍団の攻撃兵は南軍を回り込んでデイビス砦を占領したが、約20分後にマコーム隊に反撃されて、砦を放棄した。ライト軍団は午前7時に再度攻撃して、ヒースの防衛線からその部隊を蹴散らし、ハッチャーズランの方向に前進した。午前7時45分、ヒースとその師団の残り部隊は、クックの旅団のみがまだ無傷の状態であり、サザランド駅の方向に後退した。クック旅団の大半は、北軍の師団長ジョン・W・ターナー准将のトマス・M・ハリス准将の第3旅団が、ハッチャーズランの北東にあるクック前線の一部に突撃を掛けたときには後退していた。北軍は大砲2門、連隊旗3本を捕獲し、士官兵卒30名を捕虜にした。
午前9時までに、ライトはハッチャーズランの前線端でその軍団ができることはほとんど残っていないと認識し、ハンフリーズの第2軍団が障害を克服して南軍前線のこの部分に対して移動していることが分かった。これと同じ頃、トマス・M・ハリス准将の旅団がライトの全体前進について知った。第24軍団が第6軍団の後に付くと、オード少将が工兵のピーター・S・ミチー中佐を派遣して、南軍が反撃してきた場合の防衛線を敷く場所を探した。ミチーはその代わりに、第6軍団の成果を見たときにオードの部隊に前進を命じ、オードとギボンをライトに会わせた。ライトが南軍の工作物でオードとギボンに会ったとき、南軍の防衛線が崩壊していたので、彼らが軍団を合わせてピーターズバーグの方向に進むことにした。午前10時ごろまでに、オードとライトが北東に面した前線で15,000名の兵士を動かしており、オード軍団が右翼に、ライト軍団が左翼に着き、ピーターズバーグの西側防衛線を破ろうという考えで市に向かっていた。第6軍団がアポマトックス川に近いウィットワースの家屋に接近すると、ギボン少将の第24軍団がそこを過ぎて市への動きを先導した。第6軍団は第24軍団を支援する配置に就いたが、そこで休息をとる代わりに、エッジヒルのターンブル家屋にあるリーの作戦本部を守ろうとする南軍の砲撃に、前線の北端にいる部隊が対応することになった。

#### 反撃と撤退
南軍第2軍団ブライアン・グリムズ少将師団のウィリアム・R・コックス准将の旅団が、破られた主前線の東の前線を保持していた。その前線の捕獲した部分を保持するジョセフ・ハンブリン大佐（名誉准将）の旅団を除いて、第6軍団が南西に転じたので、コックスの旅団は直接攻撃されず、またコックスもハンブリンに反撃していなかった。
レイン准将がその陣地から撤退した時に、グレッグ砦の近くでカドマス・ウィルコックス少将と会った。ウィルコックスは南軍の前線を取り戻すか、少なくともさらなる突破を止めるか試みることを主張した。グレッグ砦の近くで、ウィルコックスとレインは、第6軍団の突破によって逃亡したレインとトーマスの旅団の落伍兵約600名を集めた。主前線の北にあるこの陣地から南軍は、捕獲した前線の端を保持していたヘンリー・C・フィスク中佐とジョン・ハーパー中佐の指揮するハンブリンの旅団の約80名を攻撃した。北軍兵はこの大部隊を前にして後退し、捕獲していた大砲2門を後に残していった。レイン隊が前の前線とは直角に教会道路に沿って西を向いた前線を形成した。この小さな前進は1時間も持たなかった。南軍の前線の4マイル (6.4 km) 以上が北軍に占領されていた。
その約15分後、ギボンの第24軍団が教会道路前線と、グレッグ砦とウィットワース砦に向かって前進した。ロバート・S・フォスター師団のトマス・O・オズボーン大佐（名誉准将）の先導旅団からの即座の攻撃で、前線と大砲2門を再度確保した。レインとトーマスの旅団の守備兵が新しい前線を形成すると、砦の前面に移動していたナサニエル・H・ハリス准将のミシシッピ旅団がグレッグ砦とウィットワース砦の方に後退した。オズボーンの旅団が損失を出すことなく、北軍の前線で起きた小さな後退を回復した。ギボンはその第24軍団の前進を続け、ウィットワースの家に近いアポマトックス川に向かった。

### グレッグ砦とウィットワース砦

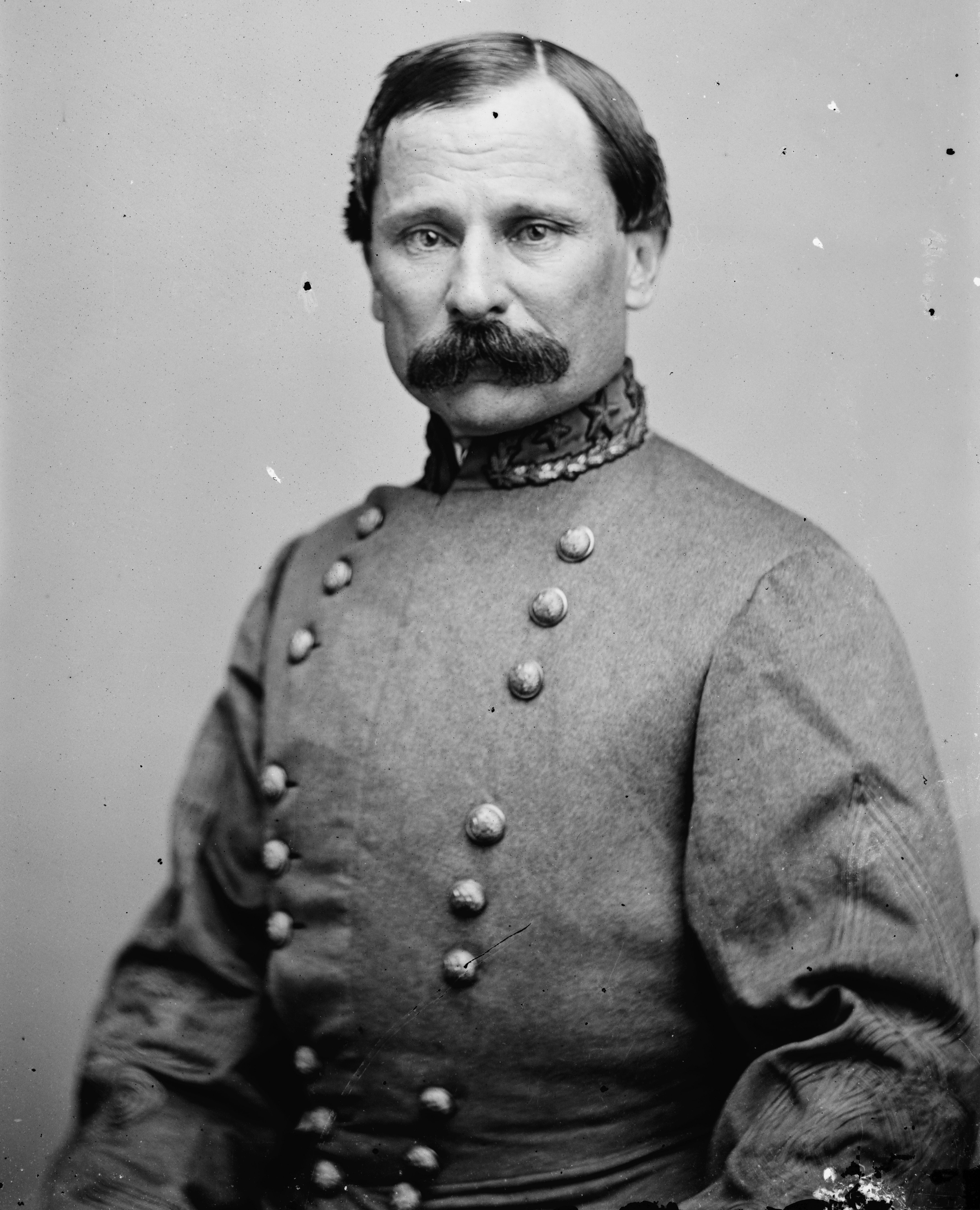
南軍カドマス・M・ウィルコックス少将

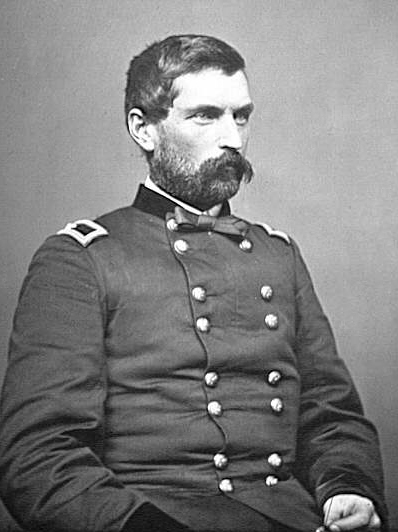
北軍ジョン・ギボン少将

ジェイムズ・H・レイン准将とエドワード・L・トーマス准将の旅団の残存部隊は、第6軍団が突破した地点とピーターズバーグの間、北東の古いディモックラインの防御線に後退した。レイン准将とウィルコックス少将は、1864年秋にボイドトン板張り道路の前線に沿って建設されたグレッグ砦とウィットワース砦に兵士を置いた。これらはボイドトン板張り道路の北西、ディモックラインの前約1,000ヤード (910 m) にあった。ウィットワース砦（時としてボールドウィン砦、アンダーソン砦、アレクサンダー砦と呼ばれた）はグレッグ砦の北600ヤード (550 m) にあった。ウィットワース砦の方が大きかったが、冬の間に近くで宿営し、いまは守備隊になっている南軍兵が焚き火のために木部を外していたので、一部が壊れていた。この2つの砦はその後方で未完成の塹壕で繋がれているだけだった。
ウィルコックスが、グレッグ砦に近い南軍の前線の小部分を再度占領するように指示した後、ナサニエル・ハリス准将のミシシッピ旅団の古参兵400名による4個連隊が到着し、2つの砦を400ヤード (370 m) 越えて前進し、近づいて来る第24軍団と出逢った。ハリスの旅団にはリッチモンドの守備兵だったロングストリートの兵士の幾らかが後に密に付いており、ディモックラインのアポマトックス川から砲台45号を保持するために、レインとトーマスの残っている部隊を補強するものとして派遣されてきた。
ナサニエル・ハリス准将の旅団が到着したのと同時に第24軍団が砦近くに到着し、軍団長のジョン・ギボンはロバート・S・フォスター准将の師団を右翼にジョン・W・ターナー准将師団の部隊を砦から800ヤード (730 m) の小さな尾根の背後に配置した。ターナー師団のトマス・T・ハリスの旅団はウィットワース砦の全面左手に配された。
ナサニエル・ハリスは後に、浸水した土地の上に部隊が配置されたために、前進する前に緩りと注意深く2列横隊を形成したので、北軍の指揮官はハリス隊の大きさを見誤ったに違いないと言っていた。それでも、ロバート・S・フォスター准将の師団の先導旅団であるトマス・O・オズボーン大佐（名誉准将）の旅団が直ちに現場で隊列を整えて突撃したので、教会道路に沿った地域を再占領していたナサニエル・ハリスとノースカロライナの部隊は、そこそこに抵抗もせずに砦の方向に後退させられた。
ロングストリート軍団のチャールズ・W・フィールド少将師団から援軍が到着してディモックラインに陣を占めるまでの時間を稼ぐために、ナサニエル・ハリス准将の旅団はトマスとレインの旅団からの分遣隊と共に、グレッグ砦とウィットワース砦で踏ん張り、その間に他の南軍部隊が主たる工作物に戻るか到着するかした。ミシシッピ第19歩兵連隊のジェイムズ・H・ダンカン中佐が指揮するミシシッピ第12歩兵連隊と同第16歩兵連隊の兵士200名が、レインの旅団の砲兵や幾らかの歩兵と共に、合計では約350名となり、グレッグ砦を守っていた。ナサニエル・ハリスが自らウィットワース砦でミシシッピ第19歩兵連隊と同第48歩兵連隊、幾らかの砲兵を含め、総勢約200名を指揮していた。グレッグ砦には3インチ施条砲2門があった。第3軍団の砲兵隊長リューベン・リンゼイ・ウォーカー准将が、ウィットワース砦にあった施条砲4門を外しておかないと、北軍に取られてしまうと確信していたので、攻撃前に除去させていた。各砦の守備兵は余分なライフル銃を集めて弾を込め、攻撃に備えて壁に沿った位置に余分な弾薬も置いていた。
トマス・O・オズボーン大佐（名誉准将）の旅団と、ロバート・S・フォスター准将の師団のジョージ・B・ダンディ大佐の旅団から2個連隊が先導となり、北軍は到着すると直ぐに砦の南にある低い尾根で800ヤード (730 m) の戦列を作り、直ちに強襲に掛かった。ハリソン・S・フェアチャイルド大佐の旅団が、オズボーンとダンディの旅団背後に予備隊とされた。ギボンの砲兵隊、ロメオ・H・スタート大尉のバーモント第3大隊とウィリアム・シアーズ中尉のニューヨーク第1独立大隊の一部がグレッグ砦の大砲を黙らせた。シアーズ隊は、ハッチャーズランから第24軍団砲兵隊がまだ来ていなかったので、ピーター・S・ミチー中佐がフィッシャー砦から借りてきていたものだった。
部分的に水が張られた壕がグレッグ砦を取り巻いていた。野原を越えて激しい砲火が砦に見舞われた後、攻撃兵の多くがこの壕に走り行ったが、水と泥の中にはまってしまっただけだった。負傷兵は水から助け出されなければ溺れてしまう危険性があった。オハイオ第67歩兵連隊の兵士が最初に壕に到達したが、壕にある水のために、後方入口の周りで進めなくなった。オハイオ第62歩兵連隊はその前進中に多くの兵士を失い、胸壁に昇るためにぬかるんだ壕の中で足場を探そうとして苦闘した。ダンディ大佐の弟であるニューヨーク第100歩兵連隊を指揮していたジェイムズ・H・ダンディ少佐が、砦の背後にたどり着こうとしているときに戦死した。ニューヨーク第100歩兵連隊の伍長で旗手のジョン・ケインは、グレッグ砦の壁に国旗を立てたことで、この攻撃中に示した勇敢さで名誉勲章を授与された。
オズボーンとダンディの部隊がグレッグ砦の前で苦闘している間に、フォスター准将がフェアチャイルド大佐の部隊から2個連隊を前面に送ったが、彼らもぬかるんだ壕の中で倒されるだけだった。フォスターの旅団が砦を奪えなかったので、ジョン・W・ターナー准将の独立師団（第2師団）のアンドリュー・ポッター中佐の第1旅団とウィリアム・B・カーティス大佐の第2旅団が攻撃に加わった。彼らは同時に砦を攻撃し、その多くが壕の中で足を止められた。14個連隊の兵士の大多数が砦の前の壕までは到着し、そこで攻撃が止まった。
総勢で4,000名が砦を攻撃し、守備隊が巻かれた砲弾を含め「泥、石、さらに様々な種類の飛び道具」を胸壁越しにかれらの頭上に投げてきたので、砦に入るまでに30分間も苦闘を続けた。ナサニエル・ハリスとその南軍の古参兵は後に、南軍は3度、4度攻撃を跳ね返した後に北軍が壕に到達したと言っていたが、北軍の証言では壕には最初の強襲で到達し、かなりの損失を出したとしていた。
守備隊は北軍が壁をよじ登ってくることに用意が出来ており、最初の攻撃部隊が胸壁に上に上がって来たときにその多くを殺すか負傷させるかした。最終的に北軍兵は砦の背後に未完の短い壕を発見しており、そちらであれば砦の胸壁に容易に登る機会を得られたはずだった。壕に入った兵士の大半が移動するか殺されるかだったので、壁をよじ登り、壕の周りを走り回って砦の後方で未完の塹壕を見つけるか、入口を攻撃するかだった。間もなくウェストバージニア第12歩兵連隊とイリノイ第39志願歩兵連隊の連隊旗が壁の頂部に到達し、さらに多くの者が後に付く動機となった。
グレッグ砦の後方にある柵を付けた入口を守るために配置されていたミシシッピ兵25名は、砦の中に入って来た大勢の北軍兵に圧倒されて、多くの損失を出すことになった。砦の後方から攻撃部隊が入ることのできたのと同時に、北軍の大部隊が胸壁の頂点に達することができていた。砦の壁の上に連隊旗が立てられた後で、ウェストバージニア第12歩兵連隊の兵士が最初に砦の中に入った部隊となった。北軍攻撃部隊は何度か銃剣突撃を行った後、単に勢力で工作物を制圧し、厳しい白兵戦が起きた後に、生き残った守備兵が降伏した。北軍の古参兵は、南軍の生存兵が最後に降伏するまでに、砦の中では小さな地域に流された死体と死に行く者の血のプールになったと報告していた。
グレッグ砦に対する強襲が終わると、ターナー師団トマス・M・ハリス准将の第3旅団がウィットワース砦を攻撃した。そこは南軍のナサニエル・ハリス准将が指揮していた。ウィットワース砦の守備隊はグレッグ砦の戦いが続いている間にその西側突出部に集まった北軍の左翼と後方から射撃を行っていた。トマス・M・ハリス准将の部隊がウィットワース砦に向けて発砲したが、グレッグ砦の戦いが続いている間は、ウィットワース砦を襲おうとはしなかった。グレッグ砦が落ちた直後にウィットワース砦も陥落した。グレッグ砦の戦いが終わると、ウィルコックスがウィットワース砦から守備隊の撤退を命じた。トマス・M・ハリス准将の部隊が遂にウィットワース砦に突撃を掛け、容易にその中に入った時には、69名または70名の兵士が降伏のために残され、それ以外には戦死者2名と負傷者2名を見つけただけだった。その他に、砦の外で15名の南軍兵が捕虜になった。
ギボンはグレッグ砦で南軍兵55名が戦死し、約300名を捕虜にしたと報告した。捕虜の多くは負傷していた。また大砲2門と連隊旗数本も捕獲した。その日のギボンの側の損失は、ほとんど2つの砦のものであり、戦死122名、負傷592名、合計714名だった。
グレッグ砦の攻撃全体で、約2時間掛かった。グレッグ砦とウィットワース砦の守備隊が貴重な時間を稼いでいる間に、フィールドの師団と他に幾つかの守備隊がディモックラインの防衛線を占めることができた。南軍の援軍が到着すると、ロングストリート軍団のフィールド師団、ゴードン軍団の2個旅団、ウィルコックス将軍の幾らかの部隊がディモックラインの主たる南軍工作物を占めていた。
グレッグ砦への攻撃を始めるときに第6軍団はギボンの左手を進み、南軍の参謀であるジャイルズ・バックナー・クックの指示で、ウィリアム・T・ポーグ中佐の大隊からの砲撃のみがそれを遮るものだった。この砲台はターンブル・ハウス、別名エッジヒルと呼ばれるリーの指揮台に隣接する陣地から操作しており、ディモックラインの前面、ロホイック・クリークの西にあった。ゲティの師団はポーグの砲撃からあまり保護されないままにターンブル・ハウス近くに移動した。ゲティはそこから自隊に向けられた大砲13門に対抗して攻撃を掛けることにした。ゲティの最初の攻撃は大砲13門からの激しい砲撃で撃退された。ゲティは続いて、エドワーズ大佐の旅団に、敵の大砲の右側面から強襲させ、ハイド大佐の旅団には左と正面から攻撃するよう指示した。ハイドの旅団がうまく敵砲台の側面を衝き、砲兵と無効化されなかった大砲9門の撤退に繋げた。フィールドの師団は南軍の砲兵がターンブル・ハウスから逃亡したときにディモックラインを占領し、一方リー将軍もターンブル・ハウスから馬で出てディモックラインの保護に向かった。このとき第6軍団の歩兵がリーが立ち去るのを視認できるほど接近した。南軍がエッジヒルから撤退した後、その夜に第6軍団の5個旅団がそこを占領した。第6軍団と第24軍団はその後、ディモックラインに対面する形で連続した前線を形成した。その夜にシーモアの師団がパークの第9軍団を支援するために派遣された後、第2軍団のモットの師団がウィットワース農園を埋めた。
ゲティの参謀であるハザード・スティーブンス中佐からの要請で、ハイド大佐とニュージャージー旅団のペンローズ大佐が、新しく到着した南軍の部隊に向かって部隊を移動し、その南軍部隊を攻撃しようとしていた。1発の銃弾がペンローズ大佐のベルトのバックルに当たって、ペンローズを落馬させたときに、ゲティは作戦を再考することになった。アポマトックス川の対岸からの砲撃に対応した後、グラント将軍は疲れていた第6軍団に戦闘を停止して休息するよう命令したので、第6軍団はターンブル・ハウス近くに幾らかの防御工作を完成させた後で休息した。

### リーの撤退進言
リー将軍は、第6軍団による前線突破を知ったときに、アメリカ連合国大統領のジェファーソン・デイヴィスに、リッチモンドとピーターズバーグを棄ててその夜にダンビルに向かうつもりであると進言した。当初リーは陸軍長官ジョン・C・ブレッキンリッジに電報を送っており、それには次のように記していた。
私は夜までここの陣地を守る以上のことはできないと見ている。それが出来るかも定かではない。できるならば、今夜アポマトックス川の北に撤退すべきであり、さらに可能ならば、ジェームズ川の全前線からも撤退した方が良いと考える。今夜リッチモンドを去る準備をすべきと進言する。状況に応じて後でまた連絡する。
ブレッキンリッジはその電報を午前10時40分に受け取り、それをデイヴィスに回した。デイヴィスはリッチモンドのセントポール・エピスコパル教会での礼拝に行く途中でそれを受け取った。その内容は次の通りだった。
私は今夜、我が陣地を放棄することが絶対的に必要だと考える。それについて必要な命令を全て軍隊に与えてきた。その操作は難しいものであるが、うまくやれることを期待している。スティーブンス将軍に、軍隊がアメリア・コートハウスに移動する道筋を閣下に説明するために士官を派遣するよう指示した。貴方自身に必要とする案内と補助を与えられるようにさせる。
デイヴィスは直ちに、連合国政府と運べるだけの記録書類をリッチモンド・アンド・ダンビル鉄道によって、その夜にリッチモンドからダンビルまで運ぶ準備を始めた。

### パーク軍団によるピーターズバーグ東の攻撃

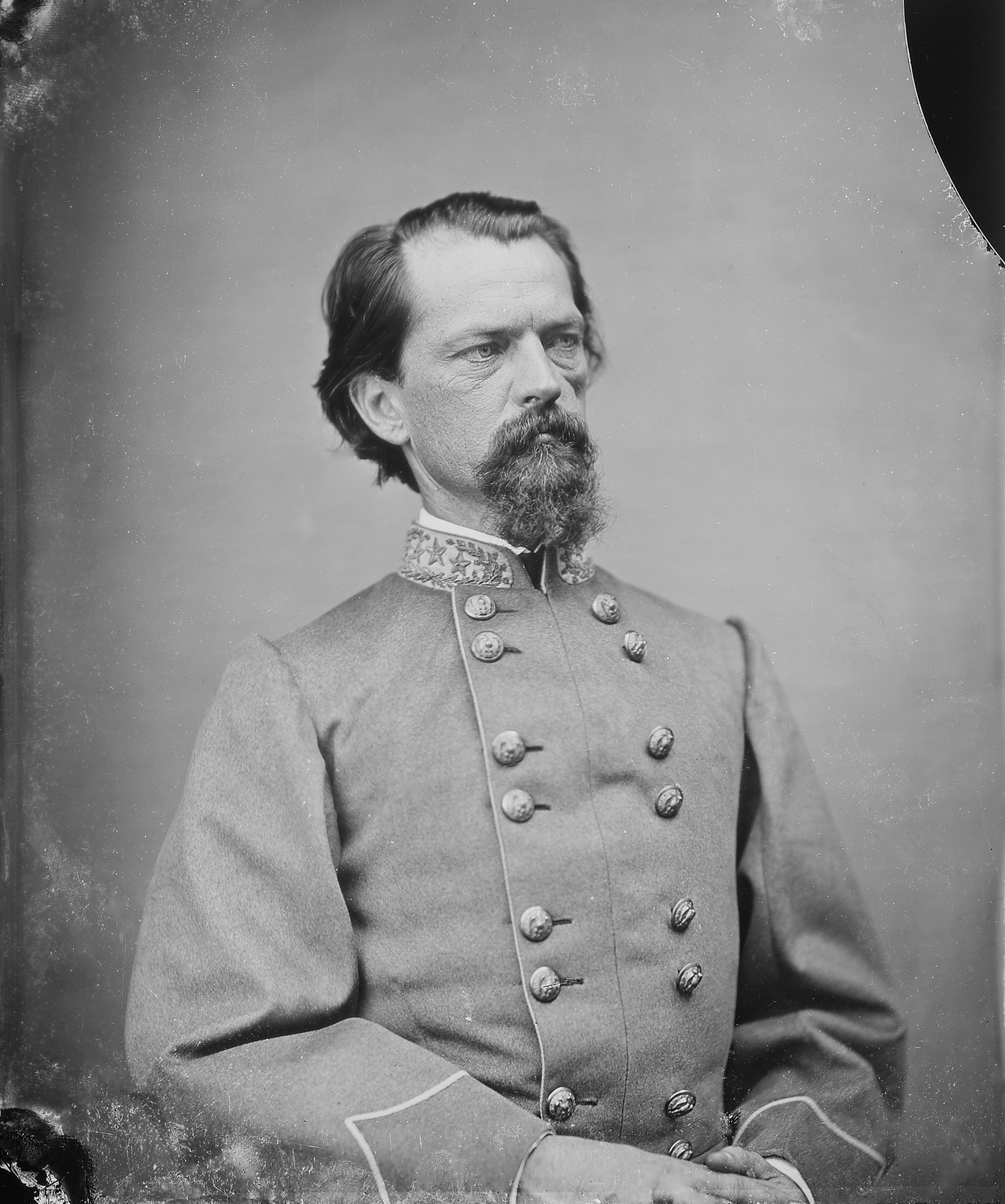
南軍ジョン・B・ゴードン少将

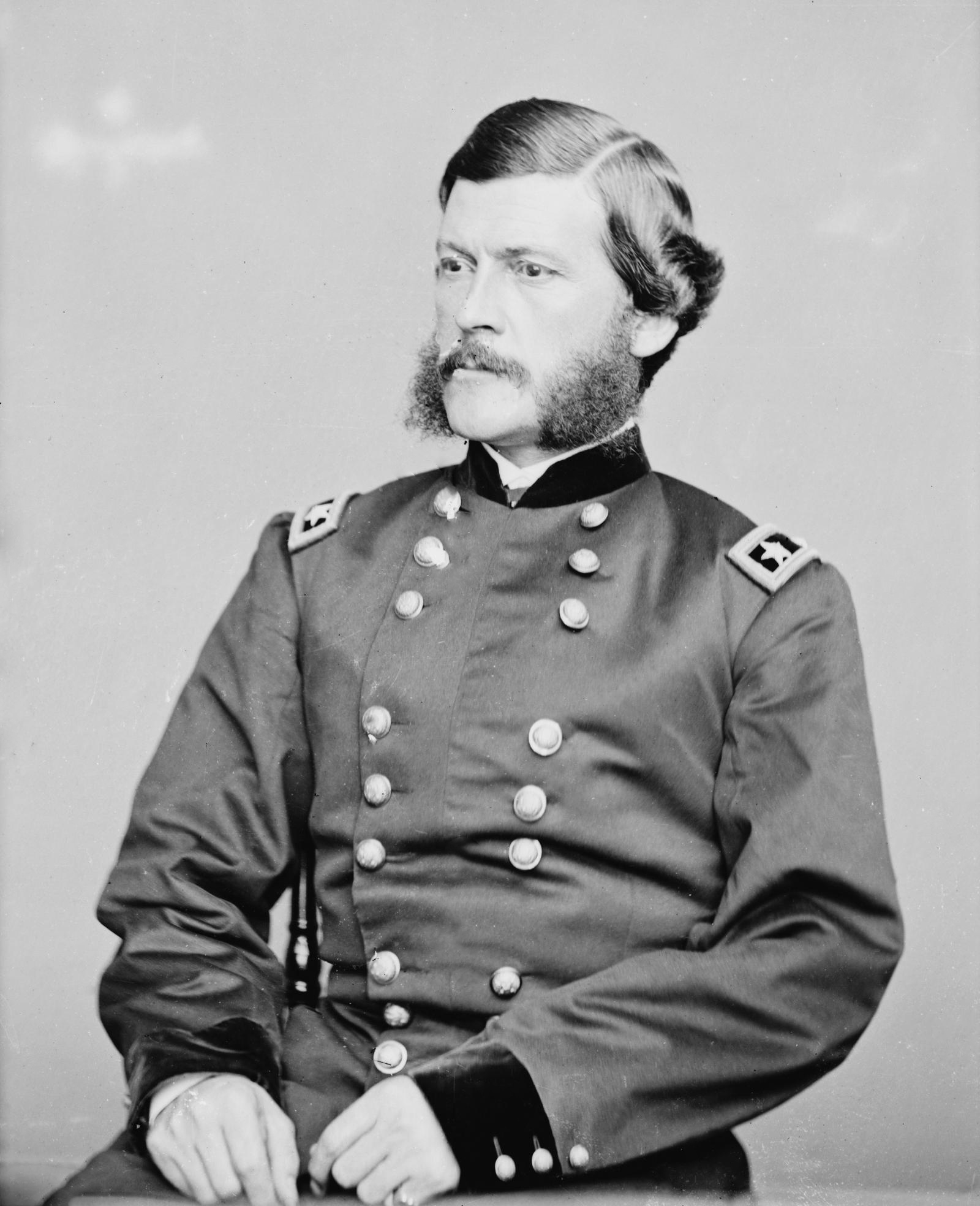
北軍ジョン・G・パーク少将

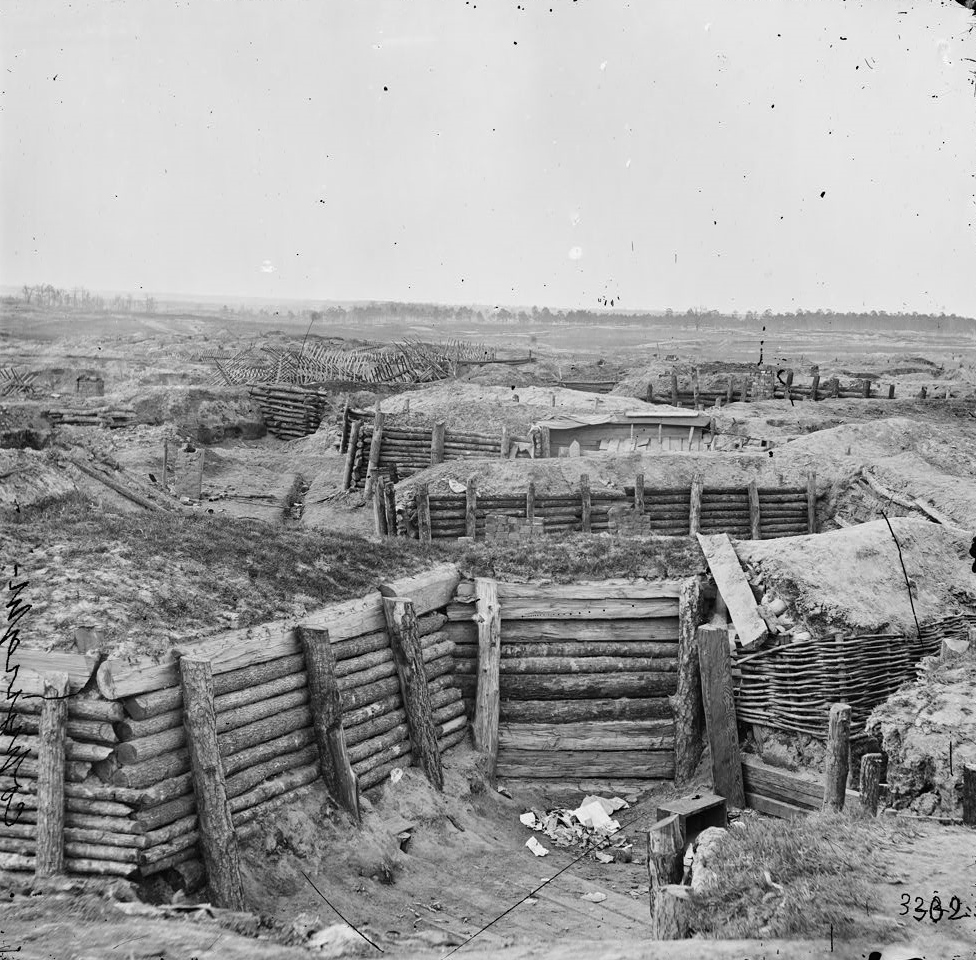
ピーターズバーグの南軍マホーン砦、別名第29砲台防衛線、1865年

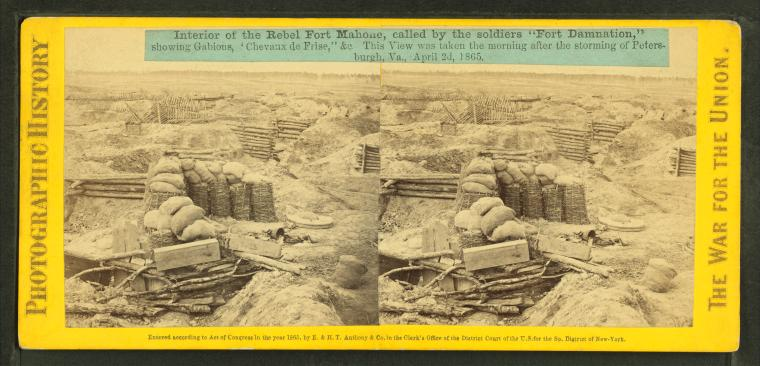
南軍マホーン砦内部、1865年

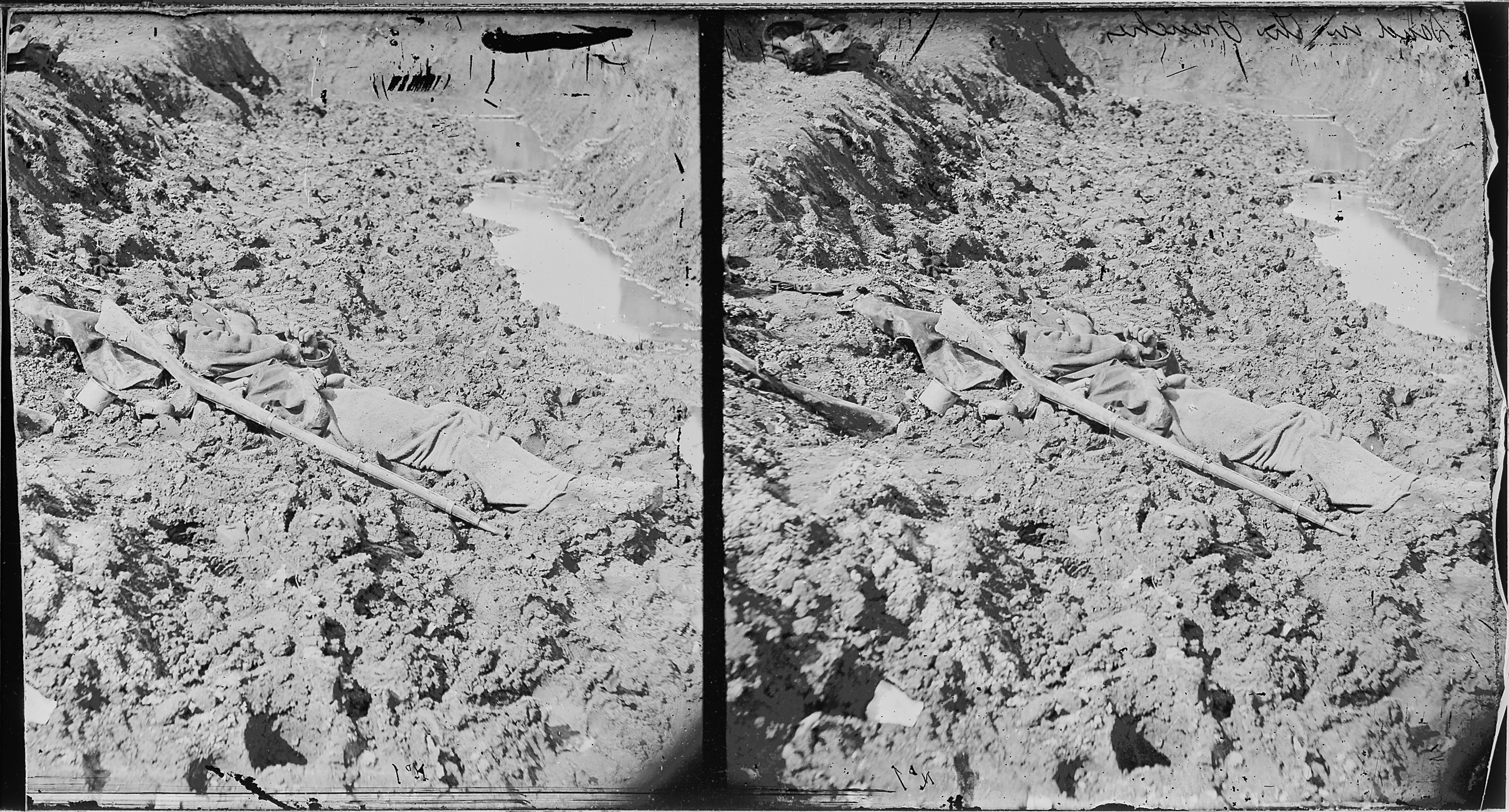
ピーターズバーグの南軍兵死骸、1865年4月、マホーン砦でトマス・C・ロシェ撮影

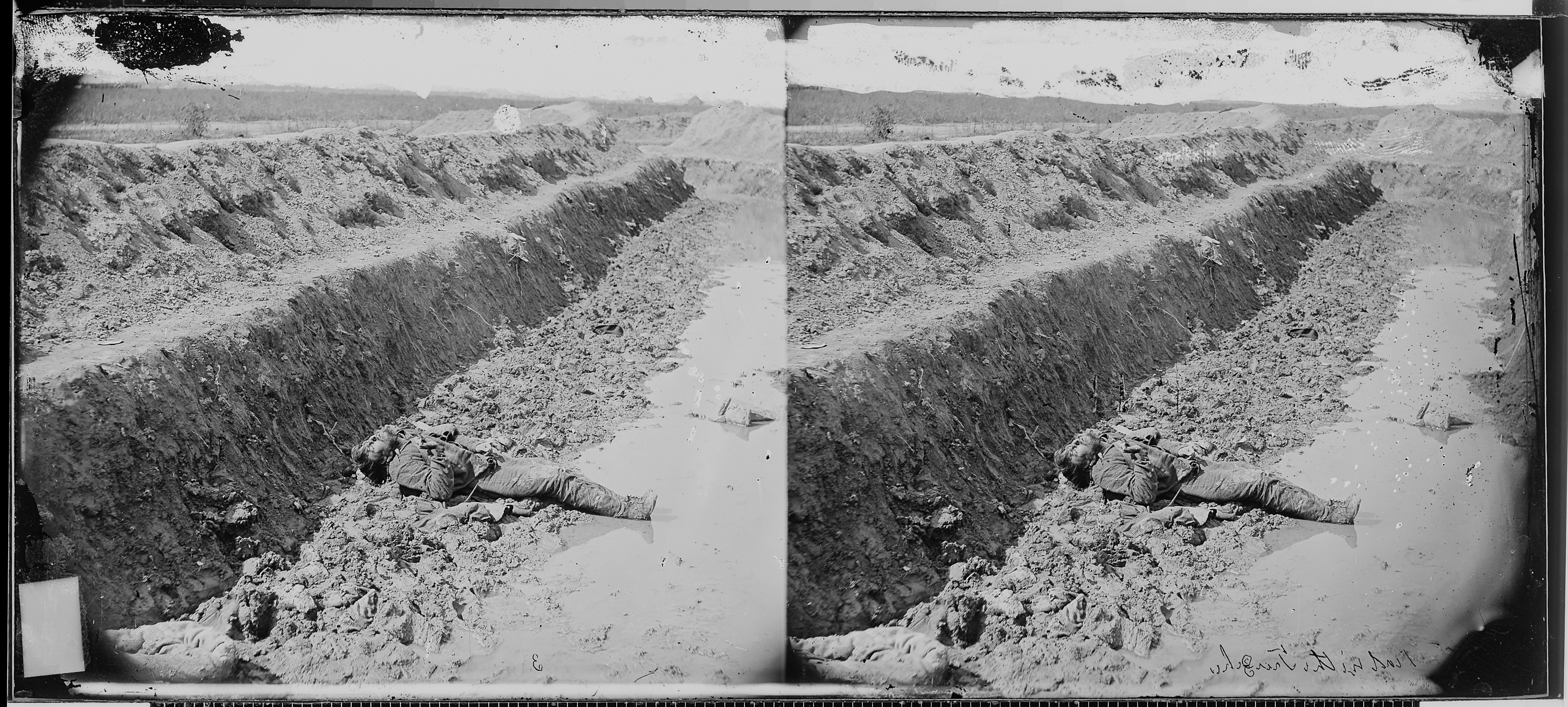
ピーターズバーグの南軍兵死骸、1865年4月、マホーン砦でトマス・C・ロシェ撮影

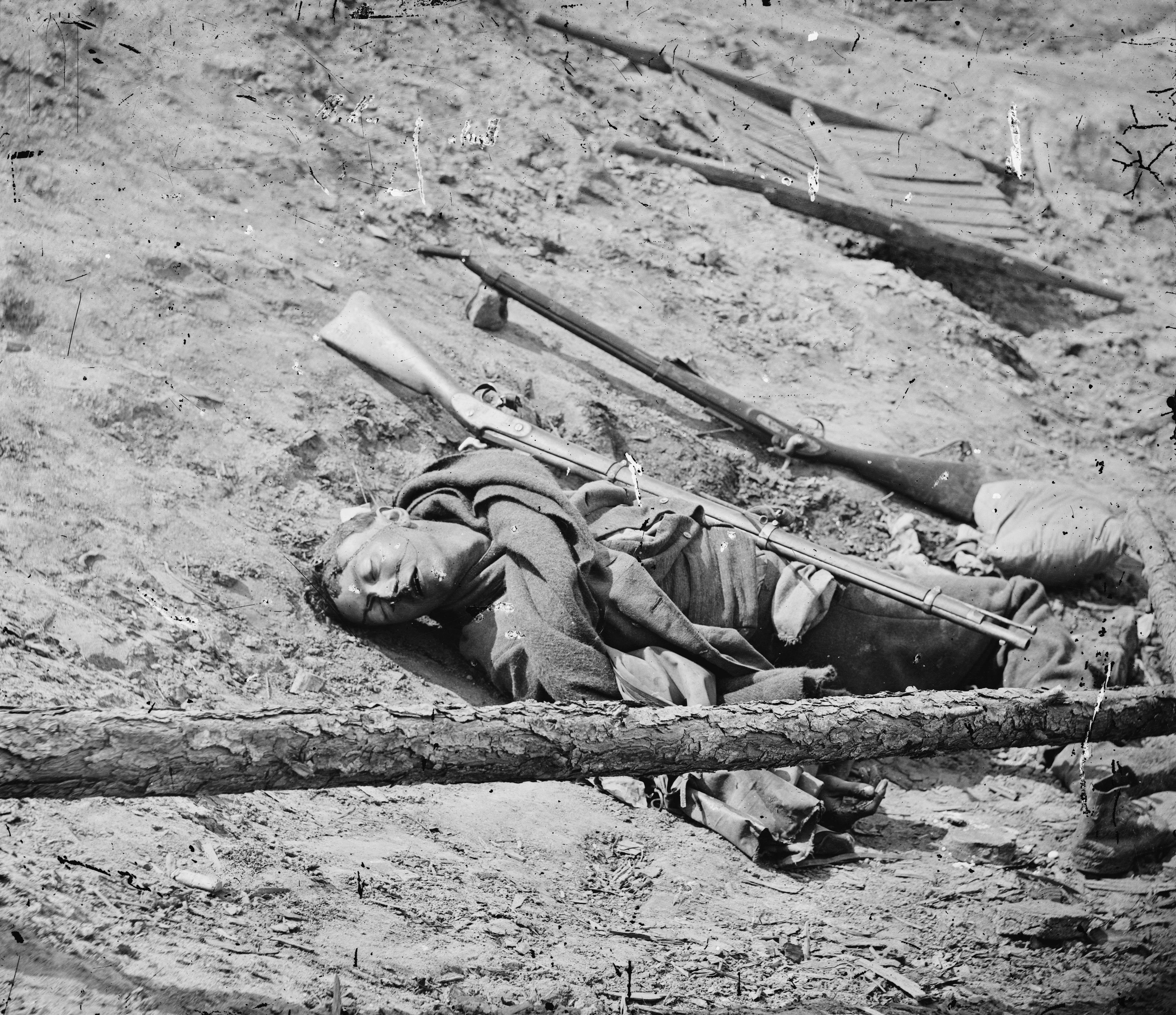
ピーターズバーグの南軍兵死骸、1865年4月、マホーン砦でトマス・C・ロシェ撮影

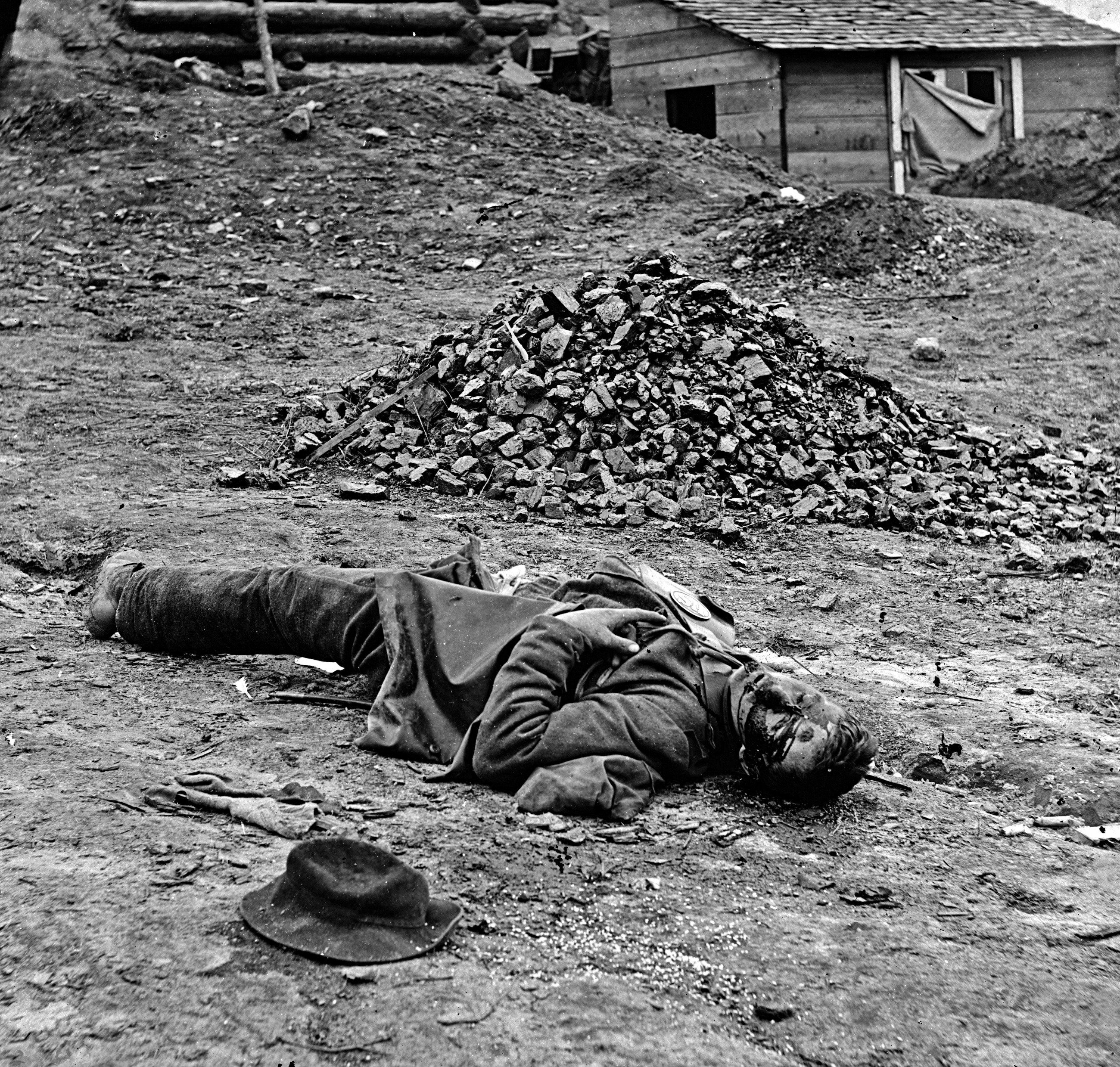
ピーターズバーグの南軍兵死骸、1865年4月、マホーン砦でトマス・C・ロシェ撮影

ジョン・G・パーク少将指揮下北軍の第9軍団が1864年に捕獲していたピーターズバーグ東の塹壕を占めていた。パーク軍が面していたのはジェルサレム板張り道路に沿った南軍の強力な陣地であり、マホーン砦（第29砲台を強化し、ウィリアム・マホーン少将にちなんで名付けられた。「ダムネイション砦」天罰の砦とも呼ばれた）が支配し、6つの堡塁のある砲台で支援され、ジョン・B・ゴードン少将の部隊が入っていた。砦は屋根のある道で南軍主前線に繋がれていた。南軍は主前線の背後約0.25マイル (400 m) に第2の強力な前線を構築していた。北軍のセジウィック砦がマホーン砦から約500ヤード (460 m) の位置にあった。
その期間にあった戦闘の多くがピーターズバーグの西で起こっており、特にファイブフォークスの戦いがそうだったので、南軍のピーターズバーグの東の強さがかなり弱められた。ゴードンは前線の6マイル (9.7 km) 以上の範囲に、僅か5,500名しか当てられなかったと言っていた。ブライン・グリムズ少将の師団2,200名が、クレーターの戦いが起きた場所と第45砲台の間の前線3.5マイル (5.6 km) を保持していた。これにはマホーン砦の防衛も含まれていた。守備隊の配置は薄かったが第25砲台と第30砲台の間の陣地、特にパーク軍団が攻撃したマホーン砦（第29砲台）は、最初に建設されて以来かなり強化されていた。
1865年4月1日の夜午後11時頃、パークはロバート・B・ポッター准将（名誉少将）師団サイモン・G・グリフィン准将の旅団の部隊を、グリムズの哨戒線を奪うために、セジウィック砦（「地獄砦」とも呼ばれた）近くの地点から前線に送った。彼らはその過程でエドウィン・L・ホブソン大佐旅団の約半数である士官兵卒合わせて249名を捕虜にした。パークはこれら工作物に対して強襲を掛けることについて依然として心配していたので、急襲の要素が失われたために攻勢を中止することを重点的に求めていた。4月1日午後10時に始めていた砲撃と哨戒線に対する攻撃、またその後の小競り合いが、守備兵に警告を与えていた。
パークは攻撃中止を要請したことに良い返事を貰えなかったときに、18個連隊を前線に送る準備をした。ロバート・B・ポッター准将の師団はジェルサレム板張り道路の西に配された。ジョン・F・ハートランフト准将（名誉少将）の師団は、セジウィック砦の右手、東に配された。オーランド・B・ウィルコックス准将（名誉少将）は、その師団から3個連隊をハートランフトの右側面援護に送り、残りの連隊は予備隊としたが、クレーターとアポマトックス川の間で陽動行動を行うこととした。ポッターとハートランフトはどちらもその部隊の前に工兵を送り、障害物を除去させた。
パークの攻撃隊は4月2日午前4時ごろに霧の中を前進した。工兵が拒馬を壊して穴を明けた後で、メイン第31歩兵連隊のトマス・P・ビールズが3個中隊と共に第28砲台にポッター師団の攻撃を先導した。砲台の前の壕は水で満たされていたので、北軍兵の何人かがそこに落ちた後で、他の者は砲台の西側に回り、その小さな守備隊を捕獲した。南軍の第二次前線からの砲撃を受けながら、北軍兵は主前線に沿ってマホーン砦に移動した。ハートランフトの師団も同じような過程を経て第27砲台を取ることに成功した。ウィルコックス師団ハリマンの第3連隊は第25砲台を占領して大砲5門を取り、68名の兵士を捕虜にした。
北軍攻撃隊はミラーの突出部を占領したが、その後は塹壕に沿って横向きから横向きに戦う必要があった。ハートランフトとハリマンの部隊が前線に達した時に、南軍コーネリアス・ロビンソン・ジュニアがアラバマ第3歩兵連隊を率いて右手にいた。これは南軍の第2列の大砲から北軍攻撃兵を縦射できるように陣取ったものだった。ロビンソンの隊は北軍兵がその東側に柵の後から現れるのを待って狙撃し、その後弾薬が尽きた時点で退却した。
南軍フィリップ・クック准将のジョージア旅団の中でエドウィン・A・ナッシュ大佐の部隊が、ジェルサレム板張り道路東の陣地を保持していたが、ポッター隊がマホーン砦を攻撃することでそれをジェルサレム板張り道路に西にまで広げた。砦はやや高い尾根の上に造られており、障害物と砂袋で埋められていた。北軍ジョン・I・カーティン大佐（名誉准将）の旅団が、後方、壕を越えて、また胸壁を越えて砦に強襲し、大砲3門を捕獲し、兵士数人を捕虜にした。砦に入った北軍4個連隊は、南軍第2列からの砲撃を受けたために、南軍工作物の上でさらに西まで占領範囲を広げることができなかった。この時までにポッターが重傷を負っており、指揮権をサイモン・グリフィン准将に渡していた。
南軍兵はマホーン砦から西に、砦と第30砲台の間の地点に後退した。第30砲台はデイビッド・G・コワンド大佐の旅団のノースカロライナ第53連隊が占拠していた。南軍兵は砦と砲台の間にある大きな柵の上に飛び降りて、そこから北軍兵に撃ちおろした。
パーク軍団は第25、第27、第28、第29砲台（マホーン砦）を占領し、これら工作物を繋ぐ塹壕も取ったが、南軍前線の約500ヤード (460 m) のみを取っただけで、攻撃が停止してしまった。ブライアン・グリムズがこれら工作物に向かう第2列を、フレッチャー・アーチャーのバージニア予備隊2個大隊と、コワンド旅団の部隊で保持し、砲台30から持っていった野砲に支援された。
南軍の反撃で激しい戦闘になり、柵から柵へと、午後の間続いた。両軍の兵士が、場所によって高さ10フィート (3 m)、厚さ20フィート (6 m) もある柵の上に飛び降り、敵方の密集している所に発砲することもあった。
グリムズは午後1時に2回目の攻勢を掛けさせ失地を回復しようとした。このためにパークが第6軍団からの援軍を要請することになった。グリムズは午後3時に3度目の攻勢を掛けさせ、マホーン砦の一部と、ジェルサレム板張り道路の東の北軍が占拠していた部分を取り返した。チャールズ・H・T・コリス大佐（名誉准将）の独立旅団が反撃して北軍有利の状態で安定させ、マホーン砦東の前線を再度占領した。
これらの攻撃で北軍は1,500名の損失を出した。南軍の損失は不明だが、ハンフリーズ将軍は、パークが捕虜800名、大砲12門、連隊旗数本を南軍の工作物で捕獲したと主張したと報告した。
その夜に戦闘が終わったとき、この戦場では南軍の工作物であったところを互い違いに占拠した状態で行き詰まりになっていた。ゴードン少将がリー将軍に、このときパーク軍団が占領していた前線約200ヤード (180 m) とマホーン砦の一部を奪還する価値があるかを尋ねた。リーの参謀がゴードンに、南軍はその夜にピーターズバーグを脱出する可能性があると伝えた。リーの脱出計画に随って、ゴードンは塹壕にいたその部隊の移動を午後9時に始めさせた。

### ホワイトオーク道路、ハッチャーズランの前線

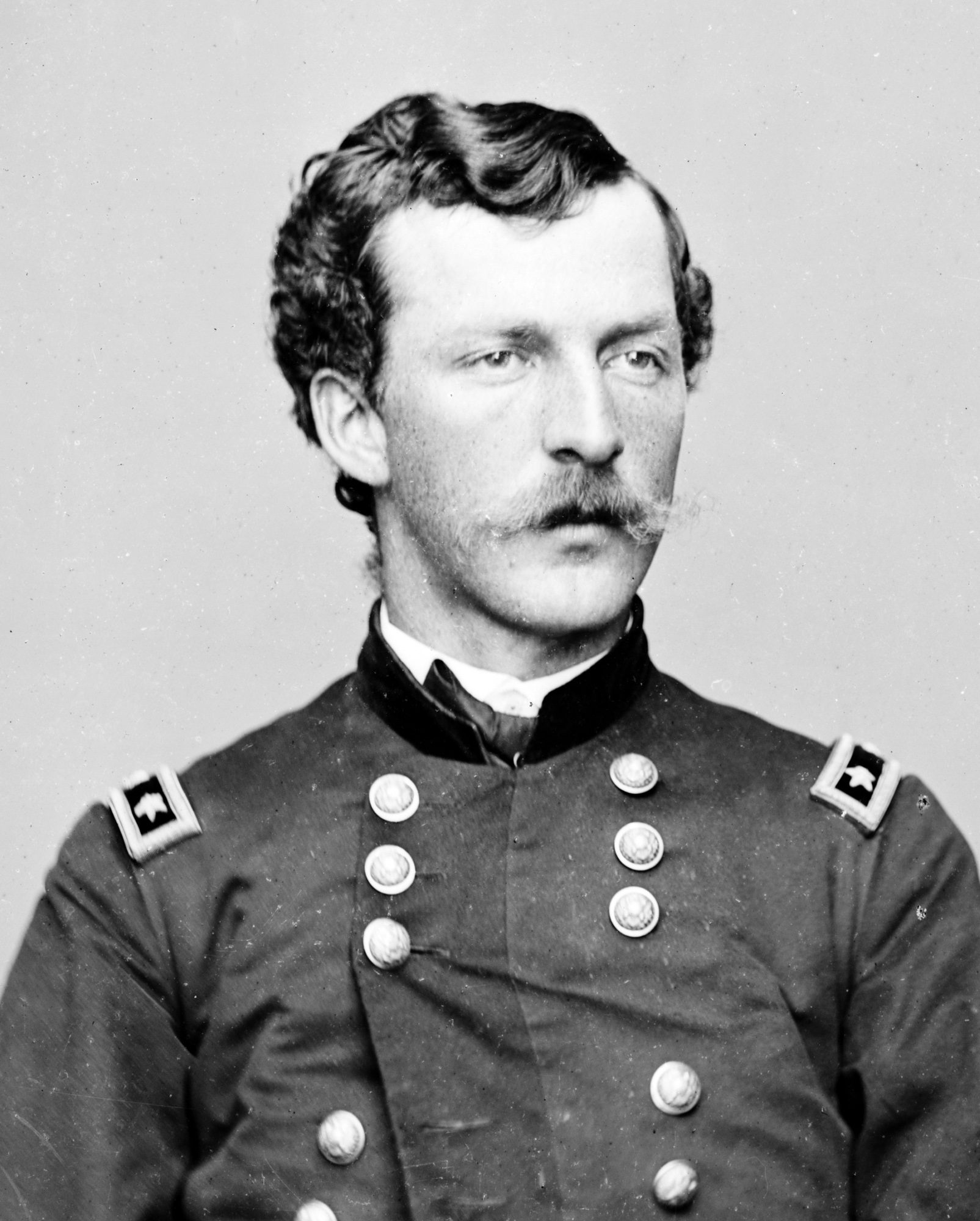
ネルソン・マイルズ准将（名誉少将）

アンドリュー・ハンフリーズ少将の第2軍団は、ハッチャーズランからホワイトオーク道路に走る前線で、南軍ヘンリー・ヒース少将の師団と対峙していた。4月1日のファイブフォークスの戦いで北軍が勝利した後、グラントから午後9時に発せられた南軍前線に対して即座に強襲を掛けよという命令に反応して、ハンフリーズはネルソン・マイルズとガーショム・モットの師団に即座の攻撃を命令した。南軍の大砲が発砲してきたので、北軍は南軍の哨戒線を追い払う以上のことができなかった。続いて、グラントが命令していたように、マイルスの師団が真夜中前にシェリダンの元に派遣されたが、モットとヘイズの師団は南軍前線の探査を続けていた。
4月2日午前6時、ハンフリーズは第6軍団が進軍を成功させたという報告書に接し、ハッチャーズランの傍のクロウ・ハウス堡塁など、第2軍団の前線に対面する堡塁への強襲をヘイズに命じた。この攻撃で南軍の堡塁、その大砲と守備兵の大半を捕獲した。午前7時半頃、モット隊がバージェスミルで南軍の哨戒線を占領し、午前8時半には南軍塹壕線の右側面を強襲し、即座に兵を追い出した。午前8時半までに、ハンフリーズの師団がバージェスミルからクレイボーン道路まで南軍の工作物を確保していた。南軍の守備兵は北西のサザランド駅に後退した。
午前9時、ハンフリーズはマイルスから、戻って来ており、ホワイトオーク道路沿い、クレイボーン道路の西約2マイル (3.2 km) に達しているという伝言を受け取った。ハンフリーズはマイルス、モット、ヘイズにクレイボーン道路をサザランド駅方向に南軍を追撃するよう命じた。そこではサミュエル・マクゴワン、ウィリアム・マクレイ、アルフレッド・ムーア・スケールズ各准将の旅団、ヒル軍団ヘンリー・ヒース少将の師団のジョン・R・クック准将の旅団で構成される南軍の後衛を攻撃できると期待された。さらにリチャード・H・アンダーソン中将の指揮下にブッシュロッド・ジョンソンとジョージ・ピケット各少将の師団とフィッツヒュー・リー少将の騎兵隊があった。北軍ミード将軍はこの行動を認めておらず、ハンフリーズにはその部隊をピーターズバーグの方向に動かし、ライト将軍の部隊と連携するように命じた。
ハンフリーズはマイルスの師団とサザランド駅で出会ったが、その時はヒースの師団と出くわしたときであり、戦闘が始められていた。マイルスは、このときジョン・クックが指揮していたヒースの隊を破ることができると確信していた。ヒースはこのときピーターズバーグに呼び戻され、戦死したA・P・ヒル中将の後を受けて、その軍団指揮を執っていた。後にハンフリーズは、マイルスに会ったときにシェリダンにも会っており、シェリダンはマイルスの師団が依然として自分の指揮下にあると言ったと、語っていた。シェリダンは後に、ハンフリーズに指揮権を渡したと言っていた。いずれにしても、ハンフリーズとシェリダンはマイルス一人に、4個旅団約8,000名を渡して、サザランド駅の戦いでクックの部隊と戦う任務を与えた。ハンフリーズは続いてピーターズバーグに通じる道路を戻って、他の2個師団に合流した。マイルスは第2軍団や第5軍団の残り部隊から支援も無いままに間もなく、十分な陣地を占めた南軍に対抗する難しい任務に直面することになった。
クックは4個旅団、総計約1,200名を指揮しており、ヒースから既にサザランド駅にあった輜重隊を守るよう命令されていた。ヒースは戦闘が始まる前に指揮をクックに任せて、リーの作戦本部に行っていた。クックの部隊は鉄道に並行するコックス道路にそって長さ約0.5マイル (800 m) の土盛り工作物の細い前線を造り上げており、前面にはやや傾斜した700ヤード (640 m) の野原が開けていた。ヒースはクック隊をサザランド酒場とオクラン・メソジスト教会との間の都合の良い土地に置いており、左側面が止められ、前面には散兵として狙撃兵を置いていた。サザランド駅の南軍全軍は、参謀の推計で約4,000名となっていた。
マイルスはまずクックとハイマン（スケールズ）に対して、ヘンリー・J・マディル大佐（名誉准将）の旅団だけで攻撃を掛けた。マディル隊は夜間と朝の行軍で疲れており、攻撃兵が決死の覚悟をして当たったにも拘わらず撃退されたときに、マディル自身も重傷を負った。マイルスは続いて、マクレイとマクゴワンの隊に対して、この時はクリントン・マクドゥガル大佐（名誉准将）が指揮していたマディルの旅団に再度、さらにロバート・ヌージェント大佐の旅団に攻撃させた。この2個旅団が再度撃退され、マクドゥガル大佐が負傷した。マイルスは部隊を再編する時間を置いた後、午後4時の攻撃でついに南軍の右翼に打ち勝った。このときはマクドゥガルとヌージェントの旅団と、ジョン・ラムゼイ中佐（名誉准将）の旅団で強力な散兵線を構築しており、捕虜600名を取り、大砲2門と戦闘旗1本を捕獲した。
マクゴワンの隊が遂に敗れたとき、クックの旅団が東から西に崩壊したが、クック自身の旅団は前線の端から遠くにあり、他の残存兵が逃亡したよりも、秩序を保って撤退することができた。死傷兵にも捕虜にもならなかった南軍兵はアポマトックス川方向に撤退し、大半はアメリア・コートハウスに向けて算を乱して移動した。ピーターズバーグへの最後の供給線であるサウスサイド鉄道は、北軍に拠って完全に遮断されていた。しかし、マイルス隊の多くはあまりに疲れており、南軍逃亡兵を追撃できなかった。マイルスは、シェリダンが敵軍をピーターズバーグの方向に追い落とすよう命令したと理解していたので、その方向に自分の師団を向けさせた。
午後2時半、ミードはマイルスが苦心していることを知って、ハンフリーズに配下の師団の1つをサザランド駅に戻してマイルスを支援するよう命令した。ハンフリーズがヘイズの師団と共にサザランド駅に到着した時までに、マイルスの最後の攻撃が成功していたことが分かった。マイルスとヘイズの部隊は鉄道を守るためにサザランド駅近くで宿営した。ハンフリーズは後に、第2軍団がその朝にサザランド駅に居続けることができておれば、南軍の全軍をおそらく捕獲できていただろうと記した。
サザランド駅における南軍の損失は、600名が捕虜に取られたこと以外は不明である。マイルス隊の損失は366名だった。
シェリダンの騎兵隊と第5軍団は、南軍と第2軍団がその地を離れた後で、ホワイトオーク道路沿いの空いた工作物を占領した以外のことはしていない。

### 損失
1865年4月2日に、北軍の損失は3,936名だった。南軍の損失は少なくとも5,000名は居り、その大半は捕虜になったものだった。
北軍の工兵隊長ジョン・G・バーナードは、第2軍団による突破での損失を、戦死負傷合わせて約1,100名と推計した。「その全てが約15分間で生じた」と記していた。南軍の損失は不明だが、その過半数は死傷ではなく捕虜だった。グラント将軍は第6軍団が約3,000名を捕虜にしたと推計した。歴史家のA・ウィルソン・グリーンはそれが「当たらずといえども遠からずだ」と言っている。この日にあった他の主な戦闘の損失は上記の通りである。

## 戦闘の後
ライト軍団の前線突破によりピーターズバーグの近くでサウスサイド鉄道が遮断された。北軍はアポマトックス川に接しており、翌日には川の北岸に渡って、リーの通信線を脅かすこともできるようになった。
午後3時、リーはリッチモンドとピーターズバーグからの撤退を午後8時に始めるという命令を出した。アポマトックス川の北岸に渡す橋の指定など撤退路は、トマス・M・R・タルコット大佐が地図を書いた。砲兵が歩兵に先行した。輜重隊は別の道路を動くこととした。列車も兵士もポカホンタス橋あるいは鉄道橋でアポマトックス川北岸に渡ることとした。アメリア・コートハウスがリー軍の集結点とされた。軍の大半はアポマトックス川北岸を西に移動したが、アンダーソン中将の指揮下にあったピケットとブッシュロッド・ジョンソンの師団とフィッツヒュー・リー少将の騎兵隊は川の南岸を進んだ。南軍は撤退を始める前に重砲全てを使用不能にしたが、軽砲約200門は1,000両以上の荷車と共に引いて行った。
午後11時までにジェファーソン・デイヴィスとその閣僚の大半が、記録書類、運べるだけの箱とバッグ、財務省にあった全ての金を持って、リッチモンド・アンド・ダンビル鉄道でリッチモンドを離れ、ダンビルを目指した。
ミードとグラント両将軍は、第6軍団が突破した地点のすぐ北にあるボイドトン板張り道路に沿ったバンクの家を一時的な作戦本部にした。グラントは4月2日夜に、その妻に宛てて次のように書き送っていた。
私は今朝まで反乱軍の要塞だったものが、今我々のものになっている、まさにその中でこれを書いている。要塞はあまりに強固だったので、我が軍の強襲でそれを奪うことができるか不安だった。しかし我が軍は大きな損失も無く成し遂げた。これら全てがこの戦争でも最大級の勝利である。反乱軍が最も無敵のものと見なしていた軍隊と、その首都の防衛に使っていたものに打ち勝ったので最大級に偉大なのだ。今後も大変な仕事が待っているかもしれないが、そうでないことを期待している。
グラントは南軍前線に対する最後の強襲を行う準備と、想定される市の占領の準備として、翌日午前5時に「猛烈な砲撃」を行い、午前6時に強襲でフォローすることを命じた。しかし、午前3時、リーがその塹壕線を放棄したことを知り、リッチモンドとピーターズバーグへのさらなる強襲は不必要になったことが分かった。グラントは4月3日のできるだけ早い時間にシェリダンがその騎兵隊と第5軍団をアポマトックス川の北に進めることも望んだ。
アメリカ連合国の首都リッチモンドは、もはやリー軍によって守られてはおらず、ピーターズバーグと共に1865年4月3日に北軍の手に落ちた。同日午前10時半から11時の間に、グラント将軍はバージニア為替銀行ピーターズバーグ支店長であるトマス・ウォレスの家で、エイブラハム・リンカーン大統領と会見た。ウォレスは元ホイッグ党員であり、前年にリンカーンとの知己を得ていた。約90分後に会見が終わったとき、リンカーンはシティポイント（北軍の作戦本部）に戻る移動を始め、グラントは北バージニア軍を追撃する自軍に追いつくために西に移動した。
南軍北バージニア軍は、1865年4月9日にアポマトックス・コートハウスで降伏した。

## 原註
1. ↑  Long, E. B. The Civil War Day by Day: An Almanac, 1861–1865. Garden City, NY: Doubleday, 1971. OCLC 68283123. Page 663 北軍がこの戦闘に送った戦力を 63,000名としている。シェリダンの騎兵と第5軍団を含むタスクフォースは、4月2日の戦闘の重要な部分には参戦しなかった。 Hess, Earl J. In the Trenches at Petersburg: Field Fortifications & Confederate Defeat. Chapel Hill: University of North Carolina Press, 2009. ISBN 978-0-8078-3282-0. p. 278.
2. ↑  Calkins, Chris. The Appomattox Campaign, March 29 – April 9, 1865. Conshohocken, PA: Combined Books, 1997. ISBN 978-0-938-28954-8. p. 63 アポマトックス方面作戦開始時点のリー軍の有効勢力を 55,000名ないし 58,000名としており、これにはリッチモンド守備兵と、ピケットの下にファイブフォークスに派遣されたタスクフォース 10,600名を含んでいた。第三次ピーターズバーグの戦いの戦力として南北戦争戦場諮問委員会が与えた 58,400名という数字は明らかに多すぎる。 Long, E. B., 1971, p. 663 ではこの戦闘に約 18,500名が参戦したとしている。
3. ↑  南軍のロバート・F・ホーク少将の師団が先ず、ジェイムズ・ロングストリート中将の指揮下にあるリッチモンド防衛に送られた。1864年12月22日、この師団がウィルミントン防衛の援軍として派遣された。 Greene, 2008, pp. 15, 21.
4. ↑  Lowe, David W. White Oak Road in Kennedy, Frances H., ed., The Civil War Battlefield Guide, 2nd ed., Houghton Mifflin Co., 1998, ISBN 978-0-395-74012-5. p. 417. 北軍の損失を1,781名、南軍の損失を900名ないし1,235名としている。
5. ↑  Bearss, 2014, p. 404 南北戦争公式記録に拠れば、北軍の損失は約450名である。 Longacre, 2003, p. 75 シェリダン軍が「500名近く」を捕虜にしたとも言っている。
6. ↑  1883年、ウォーレンの調査委員会で、シェリダンにはウォーレンを解任する権限があったが、諸般の事情を考えて解任すべきではなかったと判断した。 Calkins, 1997, pp. 38–41.
7. ↑  リチャード・イーウェル中将、ジョージ・ワシントン・カーティス・リー少将の師団、ロングストリート軍団のジョセフ・B・カーショー少将の師団、およびマーティン・ゲイリー准将の騎兵旅団がリッチモンドの防衛に残された。
8. ↑  ヘスは、午前1時まで砲撃が続いたと言っている Hess, 2009, p. 264. トルドーは5時間砲撃が続いたと言っている Trudeau, 1994, p. 49.
9. ↑  トルーマン・シーモア少将師団の旅団長のJ・ウォーレン・キーファー中佐は、この突破から6週間後の報告書で、メリーランド第6歩兵連隊のジョン・E・バフィントン軍曹が工作物を越えた旅団の1番乗りだったと述べ、シーモアはキーファー隊が南軍前線に到達した最初の部隊だと主張したが、後にバフィントンが彼の師団から工作物を超えた最初の者であり、全軍団ではないと語っていた。バフィントンは1908年に名誉勲章を授与された。 Greene, 2008, pp. 249–250.
10. ↑  Bearss グールドを救ったのは軍曹だったとしている
11. ↑  Keifer, 1900, p. 195 states that 「モークが致命傷となる銃弾を放った」 Greene, 2008, p. 61 states that ウォルフォードの銃弾は当たらなかった。ヒルの死は午前6時半頃と推定されている。
12. ↑  Greene, 2008, p. 285 砦の位置をボイドトン板張り道路の北側、ディモックラインの西約1マイル (1.6 km) にあったとしている
13. ↑  Calkins, 2002, p. 50 states 北軍は5,000名近くいた
14. ↑  Greene, 2008, p. 298 suggests 北軍連隊によるやや間を置いた攻撃は、南軍にとって別々の攻撃のように見えた
15. ↑  Hess, 2009, p. 276 puts グレッグ砦での南軍の損失を、戦死56名、捕虜250名、ウィットワース砦でさらに捕虜70名としている。 Calkins, 2002, p. 50 gives 戦死者の数を57名、負傷者129名、捕虜を30名としている
16. ↑  Hess, 2009, p. 276 says 攻撃部隊は砦を落とすために1時間足らずを使ったとしているが、これは他の証言や推計の2時間とは合わない
17. ↑  Trudeau, 1994, p. 57 says 陸軍局の日誌に付されたロバート・ガーリック・キーンに宛てたメモは、電報を午前9時半に受け取ったことになっている
18. ↑  Greene 2008, p 339 states ハートランフトが594名、ハリマンが184名、ポッター（グリフィン）が722名を失った
19. ↑  Greene, 2008, p. 321 スケールズの旅団はジョセフ・H・ハイマン大佐が指揮していたが、4月2日は一時的にトマス・S・ギャロウェイ中佐が指揮していた。
20. ↑  Greene, 2008, p. 327 states マイルスは午後2時45分に攻撃したと記した
21. ↑  Greene, 2008, p. 331 ジョージ・W・スコットの旅団が戦闘に参加しておらず、比較的疲れていなかったと指摘している
22. ↑  Humphreys, 1883, pp. 371–372 南軍が選んだ道を次の通り定義している。ロングストリート将軍とフィールド師団、ヒル軍団のヒースとウィルコックスの師団はリバー道路を移動し、ベビル橋で再度川を渡るつもりだったが、橋が使えなかったので、グッドの橋に置かれていた舟橋を使った。ゴードン将軍はヒッコリー道路を使い、グッドの橋でアポマトックス川を再度渡り、ロングストリートの後を追い、マホーンの師団はチェスターフィールド・コートハウスを過ぎて、やはりグッドの橋を渡り、ゴードンの後を追った。イーウェル将軍の支配下ではカーショー将軍とカスティス・リー将軍の師団で構成され、リッチモンドの下流でジェームズ川を渡り、ジェニト道路を進んだ。その後をゲーリーの騎兵隊が続き、ダンビル鉄道橋でアポマトックス川を渡った。ピケットとブッシュロッド・ジョンソンの師団で構成されたアンダーソン中将の指揮下にあった部隊の大半は、アポマトックス川南岸に沿って移動し、フィッツヒュー・リーとその騎兵隊がその後衛を務めた